# Arte hispanomusulmán

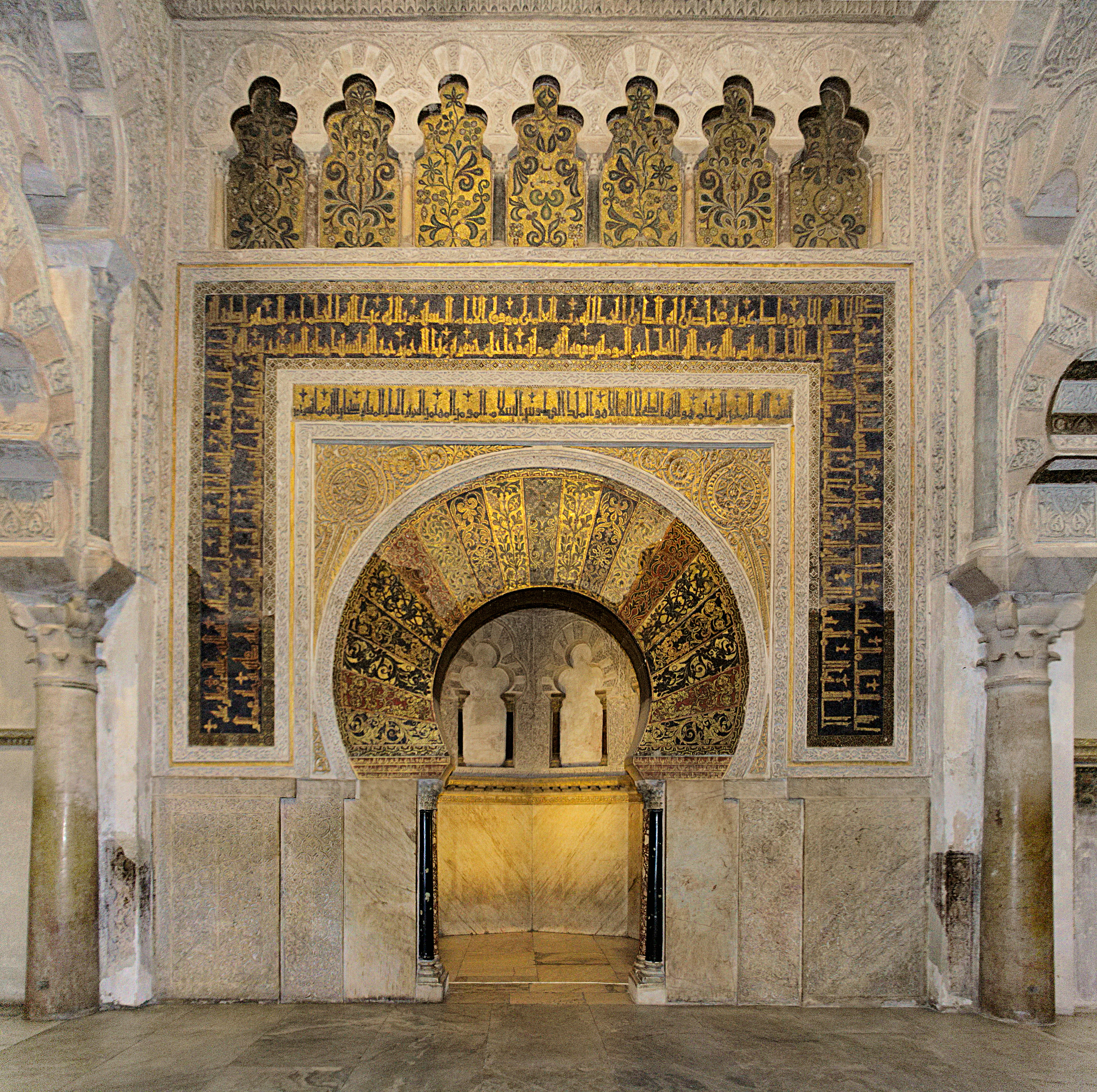
Mihrab de la Mezquita de Córdoba.

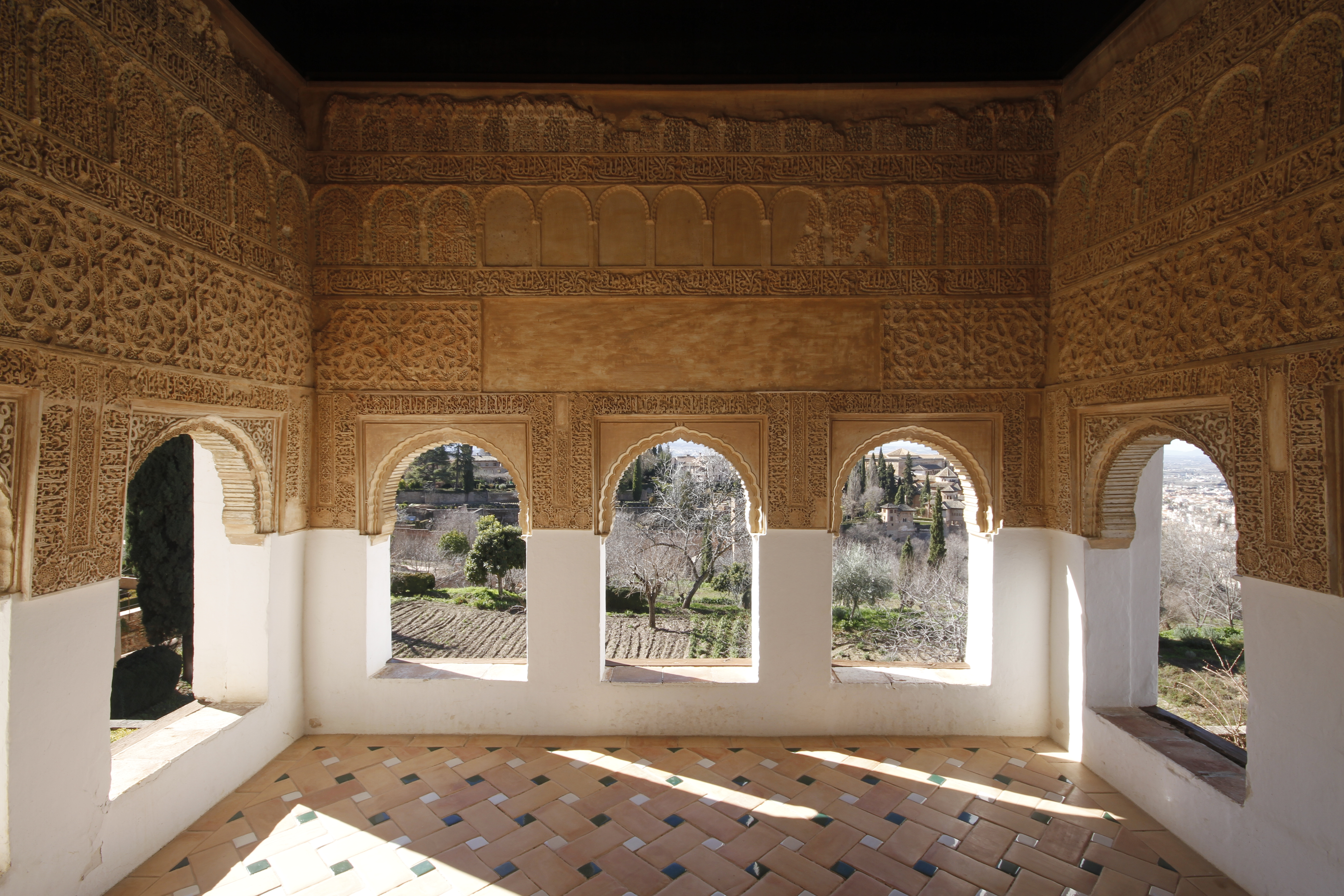
Mirador del patio de la Acequia, Generalife.

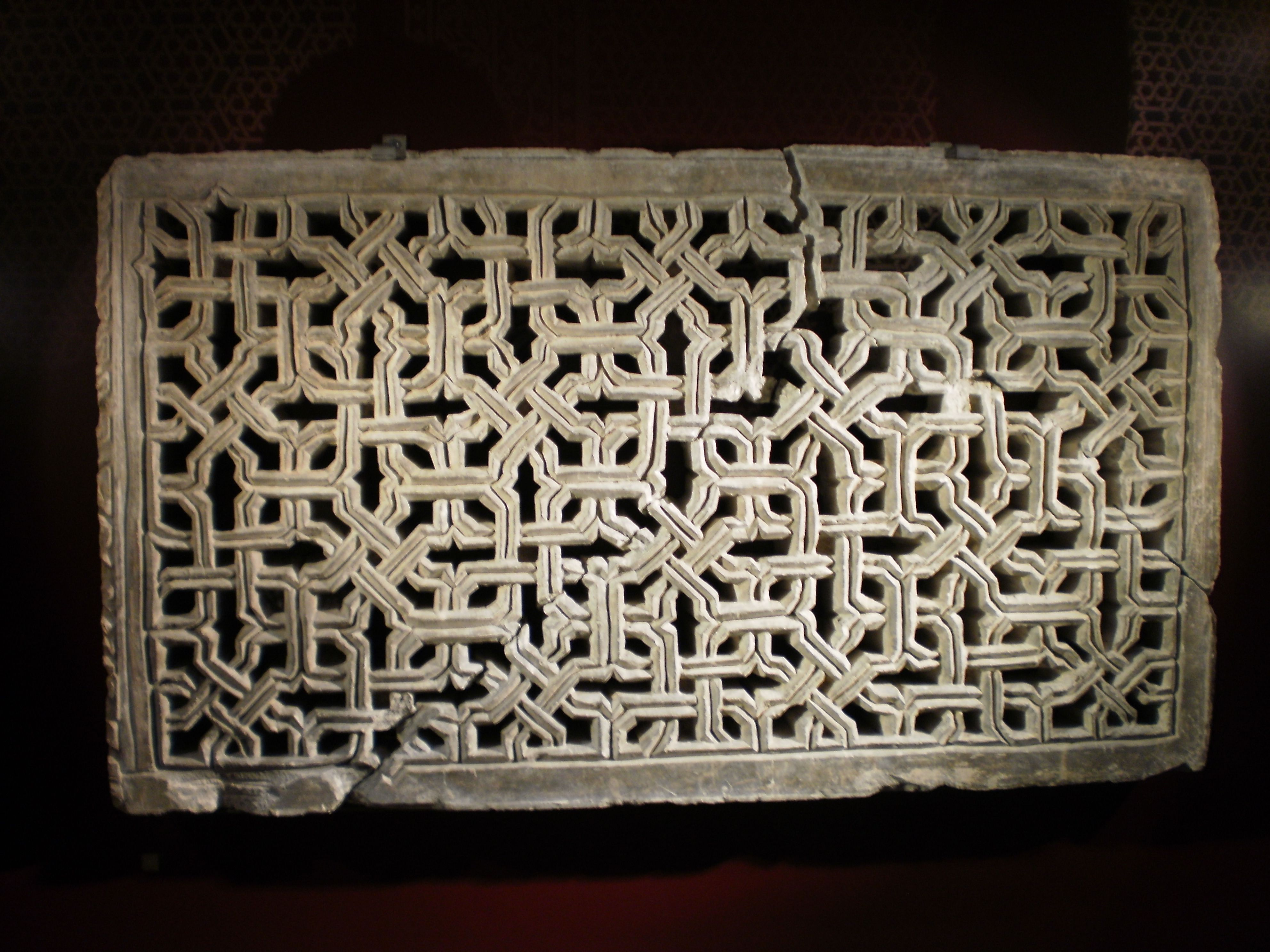
Filigrana procedente de la Aljafería de Zaragoza.

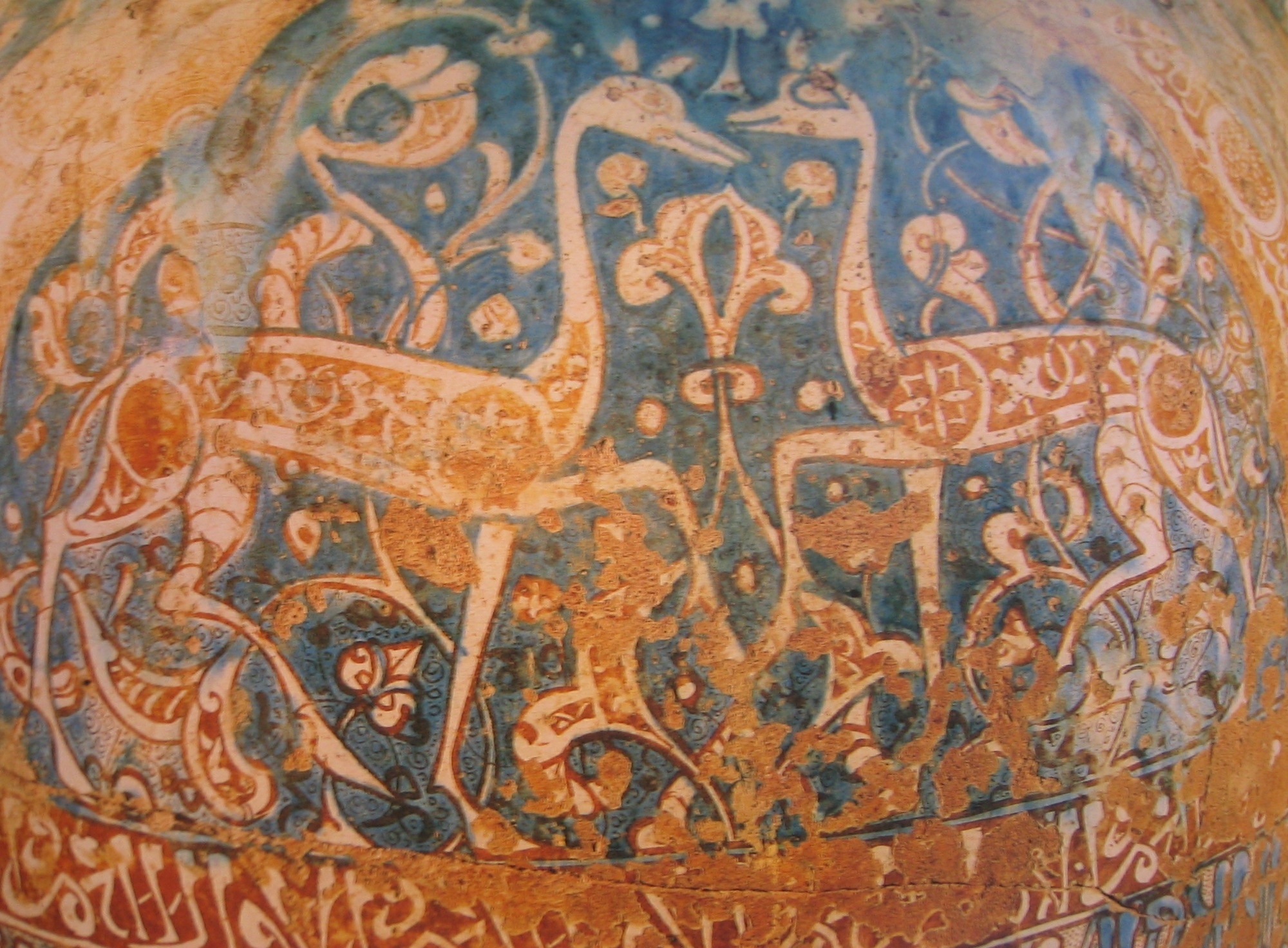
Jarrón de las Gacelas, procedente de la Alhambra de Granada.

El arte hispanomusulmán corresponde al arte islámico que se desarrolló en al-Ándalus (la parte musulmana de la península ibérica) entre los siglo VIII y siglo XV. La muerte de Mahoma (632) produce un proceso de expansión política y religiosa de la civilización islámica más allá de la península arábiga (conquistada desde el norte de África), la invasión musulmana del reino visigodo (711) significó, en el ámbito artístico y cultural, un cambio de orientación de los modelos, pero también un sincretismo del que la civilización árabe es característica.
La capacidad de adaptación y de síntesis que tiene el Islam, da como resultado una nueva expresión artística. Al producirse la irrupción musulmana en España los nuevos pobladores trajeron consigo su concepción del arte; en realidad, éste no estaba aún del todo configurado, puede decirse que el arte islámico es un sincretismo de elementos tomados existentes en los diversos países conquistados: Persia, los territorios bizantinos, el reino visigodo y romanos.
Este arte en la parte occidental de su Imperio, da como resultado un arte islámico que mezcla elementos clásicos junto con elementos islámicos. El arte islámico se debe interpretar desde un punto de vista religioso, propio de una sociedad teocéntrica como es la musulmana, donde el poder político y religioso recae en la misma persona. Esta mentalidad se refleja en la expresión artística que deja ver la fe y su concepto de divinidad así, como el influjo que sobre la vida del creyente ejerce el Corán, libro sagrado del islam.
Entre las consecuencias que tiene esta concepción religiosa de la vida, se encuentra en que el arte islámico está íntimamente ligado a la religión y ésta prohíbe la representación de la figura humana; estamos ante un arte iconoclasta. La realidad se deforma en imágenes geométricas, en formas estilizadas, y epigráficas (versos del Corán escritos con trazos rectos o cursivos), pero nunca reales ni figurativas, todo ello produce un gran desarrollo de los recursos ornamentales: juego de luces y de sombras, a través sobre todo de celosías y juego de brillos logrado a mediante el uso de los materiales, y la disposición repetitiva de los elementos decorativos que se multiplican hasta el infinito.
La repetición unida a la densidad ornamental, produce efecto de movilidad y agitación espacial que generan juegos de fantasía y formas abstractas. El interés por reflejar la naturaleza lleva a los artistas a dominar las líneas y los colores. Elementos básicos de esta decoración son: la caligrafía, los motivos vegetales y los geométricos. Se diferencia dos tipos de escritura: la cúfica (signos angulosos y sobrios) y la nasjí: rasgos más libres y cursivos.
Dada la limitación religiosa (aniconismo islámico) que afecta a la escultura y la pintura (a pesar de la cual hay algunos ejemplos), su manifestación principal fue la arquitectura andalusí (hispanomusulmana o hispanomoresca); aunque las artes suntuarias (o artes decorativas o artes menores –cerámica andalusí, eboraria, orfebrería, textil–) tuvieron un extraordinario desarrollo.
La arquitectura islámica como toda su producción artística es ecléctica. Los edificios suelen tener poca altura y están en armonía con el paisaje. Los materiales utilizados en las construcciones son pobres, como el ladrillo, yeso, la madera (cal, polvo de mármol y yeso), que al estar trabajados con gran maestría, producen una sensación muy bella. Es una arquitectura en la que se aprecia un gran contraste entre la apariencia exterior sencilla y simple, y los interiores ricamente decorados. Hablar de arquitectura islámica, es hablar preferentemente de espacios cúbicos en los que sobresalen unas semiesferas, las cúpulas en conjunto con el uso de elementos sustentantes, columnas y pilares que son esbeltos, ya que las techumbres que soportan son ligeras. Destacadamente, la reutilización de elementos de iglesias visigodas se transformaron en mezquitas, lo que implicó la adopción y transformación del arco de herradura, además de los arcos polilobulados y los arcos de herradura apuntados.
Los monumentos más importantes que se han conservado son la Mezquita de Córdoba y la Alhambra de Granada. El arte musulmán tomaba incluso influencias romanas, reflejadas, por ejemplo, en la Mezquita de Córdoba: en su construcción, comenzada en el año 785 y que marcó el comienzo de la arquitectura islámica en la península ibérica, se emplearon columnas romanas y visigodas y sus arcadas, al alternar los colores rojo y blanco, recuerdan las del acueducto romano de Mérida; la misma se construyó aprovechando materiales antiguos e incorporando el arco de herradura doble como solución frente al atirantado.  La arquitectura andalusí llegó a su cima con la construcción de La Alhambra, el magnífico palacio real nazarí, palacio-fortaleza de Granada, con su espacio abierto y fresco adornado en rojo, azul y dorado; las paredes están decoradas con estilizados motivos de follajes, inscripciones en árabe, y diseños con arabescos, con paredes cubiertas de azulejos vidriados.
Muy vinculados al arte andalusí están dos peculiares estilos artísticos de la Edad Media española: el arte mozárabe (el de los cristianos bajo dominio musulmán, o emigrados desde al-Ándalus a los reinos cristianos del norte, donde influyeron de forma notable en el prerrománico local) y el arte mudéjar (el de los musulmanes bajo dominio cristiano, muchos de ellos especializados en artesanías de la construcción –albañiles, carpinteros, estuquistas–, que caracterizó estilos híbridos denominados románico-mudéjar y gótico-mudéjar, y dejó una gran influencia en estilos de transición al renacimiento español —hispanoflamenco, plateresco, isabelino o «estilo Reyes Católicos» y «estilo Cisneros». Uno de los  mejores ejemplos del duradero impacto morisco es el Real Alcázar de Sevilla.
Hasta 1492, en que desaparece el reino nazarí de Granada, en al-Ándalus se mantuvieron unas condiciones culturales peculiares que lo diferenciaron tanto del islam oriental como del arte europeo. Pero, al mismo tiempo, esa singularidad geográfica y cultural constituyó uno de los factores que repercutieron decisivamente en el despertar de Europa tras los siglos de desunión y letargo que siguieron a la caída del Imperio Romano de Occidente y las invasiones bárbaras.
La conquista musulmana no supuso la extinción de las comunidades cristianas y judías. Unos huyeron al norte, donde formaron un reducto de oposición al nuevo poder instituido en Córdoba y, con el tiempo, constituirían el germen de la posteriormente llamada Reconquista; otros, los cristianos que permanecieron en territorio musulmán, pasaron a ser conocidos con el apelativo de mozárabes. Tanto esta minoría como la judía gozaron de la protección estatal, conformando comunidades numerosas en grandes ciudades como Mérida, Toledo, Valencia, Córdoba, Sevilla, Granada, Almería, Málaga, etc.
La arquitectura islámica española tiene gran importancia como creadora de formas originales, por el papel que desempeña en la difusión de formas y técnicas orientales en la arquitectura cristiana occidental. De hecho al-Ándalus se convierte en un puente cultural entre oriente y occidente.

Ejemplos de arquitectura hispanomusulmana
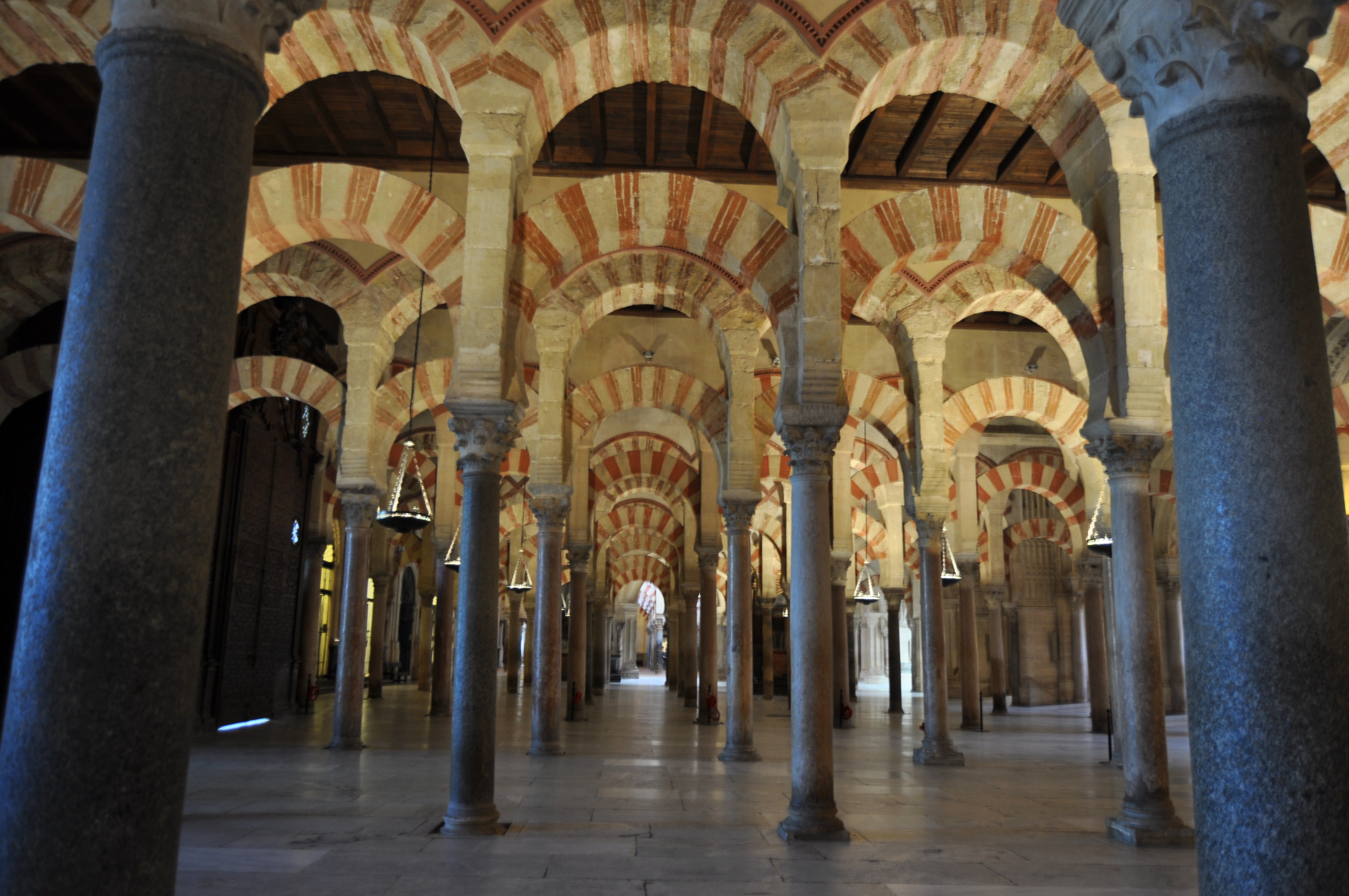
Sala hipóstila de la mezquita de Córdoba (786-siglo XVI), mejor ejemplo de la arquitectura califal
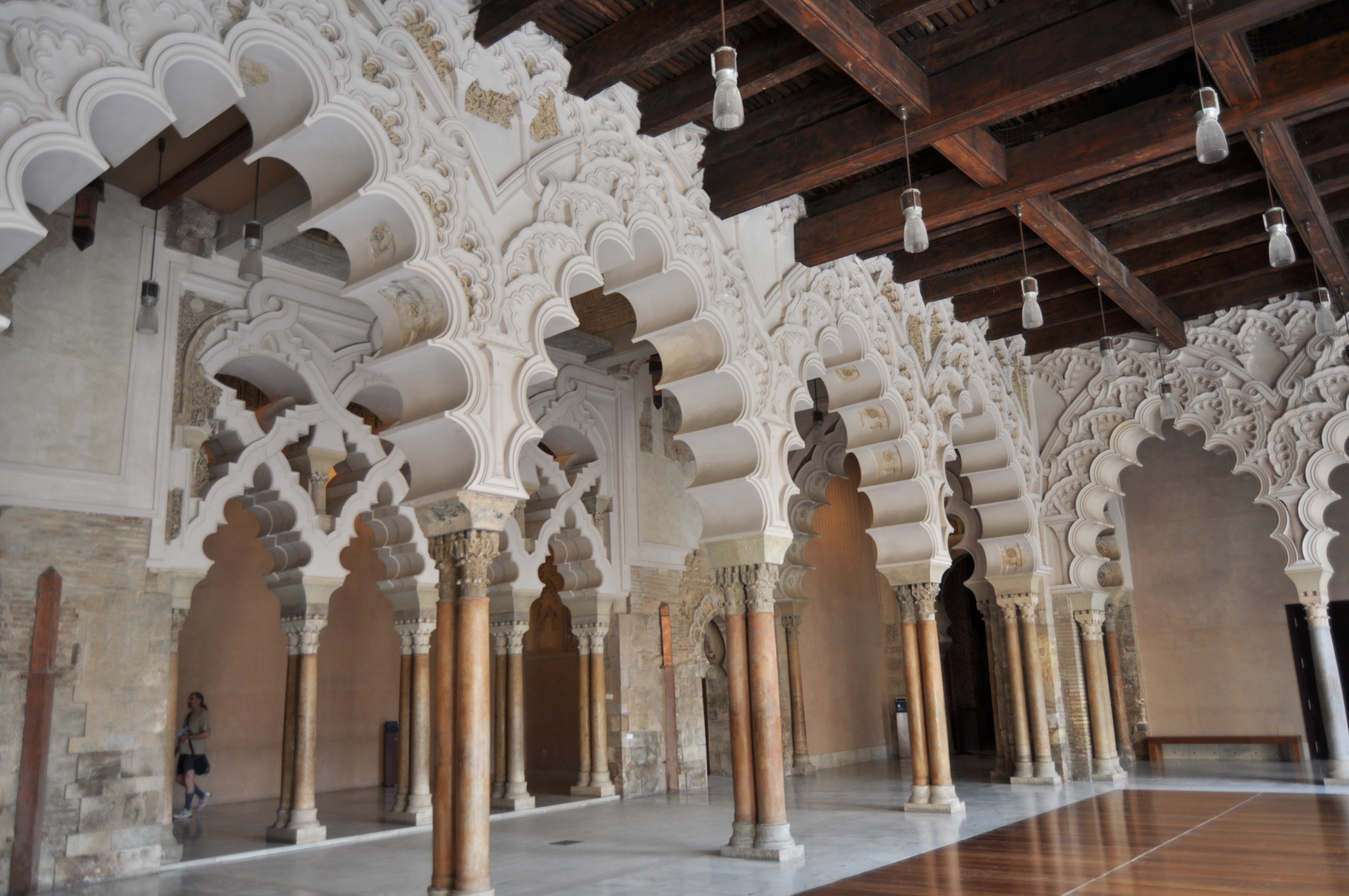
Salón Dorado de de La Aljafería, el palacio que mandó erigir el rey Al-Muqtadir en 1065, ejemplo de arte taifa.
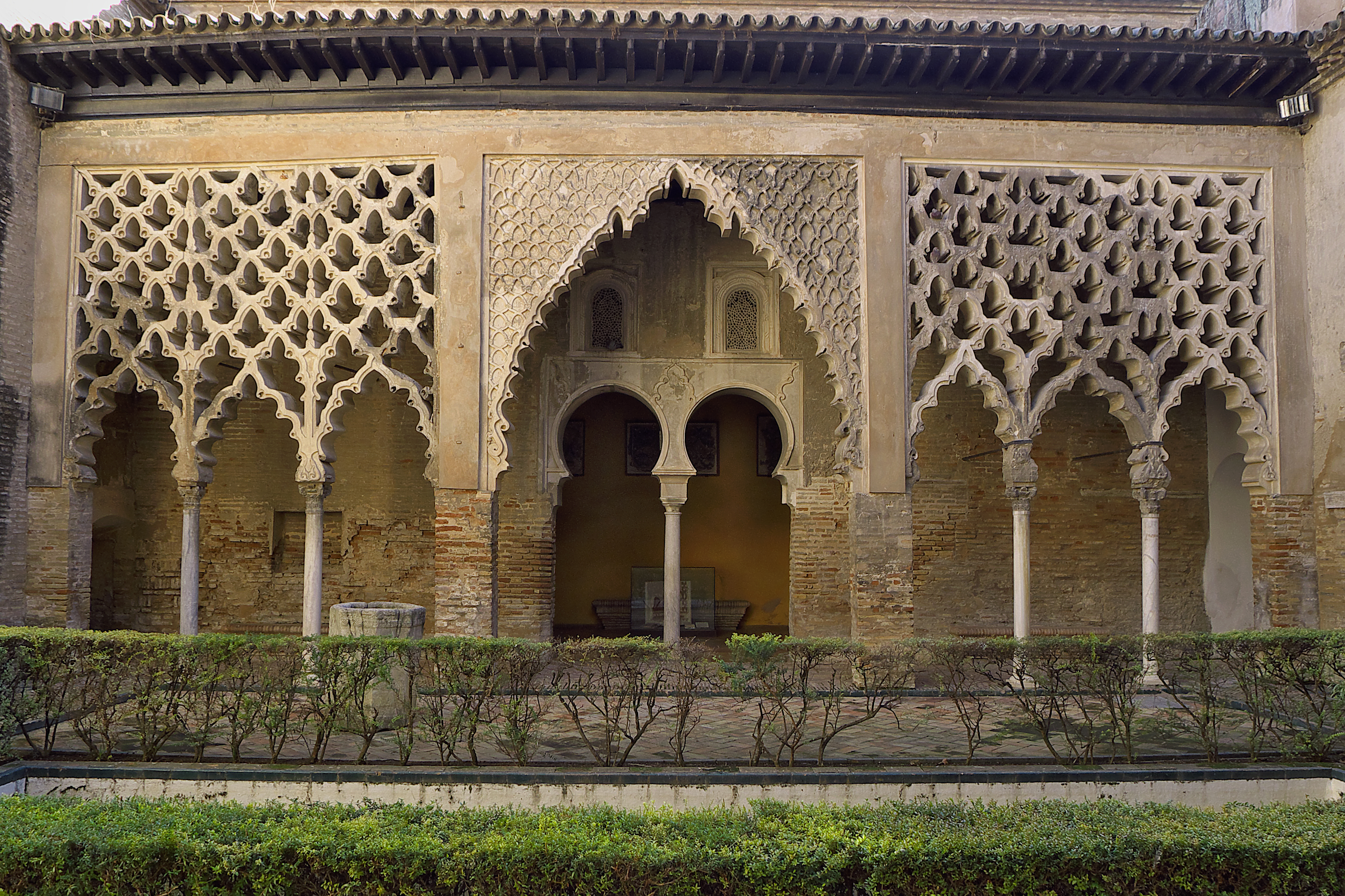
Parte sur del patio del Yeso (fin del siglo XII), uno de los pocos restos almohades que conserva el Real Alcázar de Sevilla.
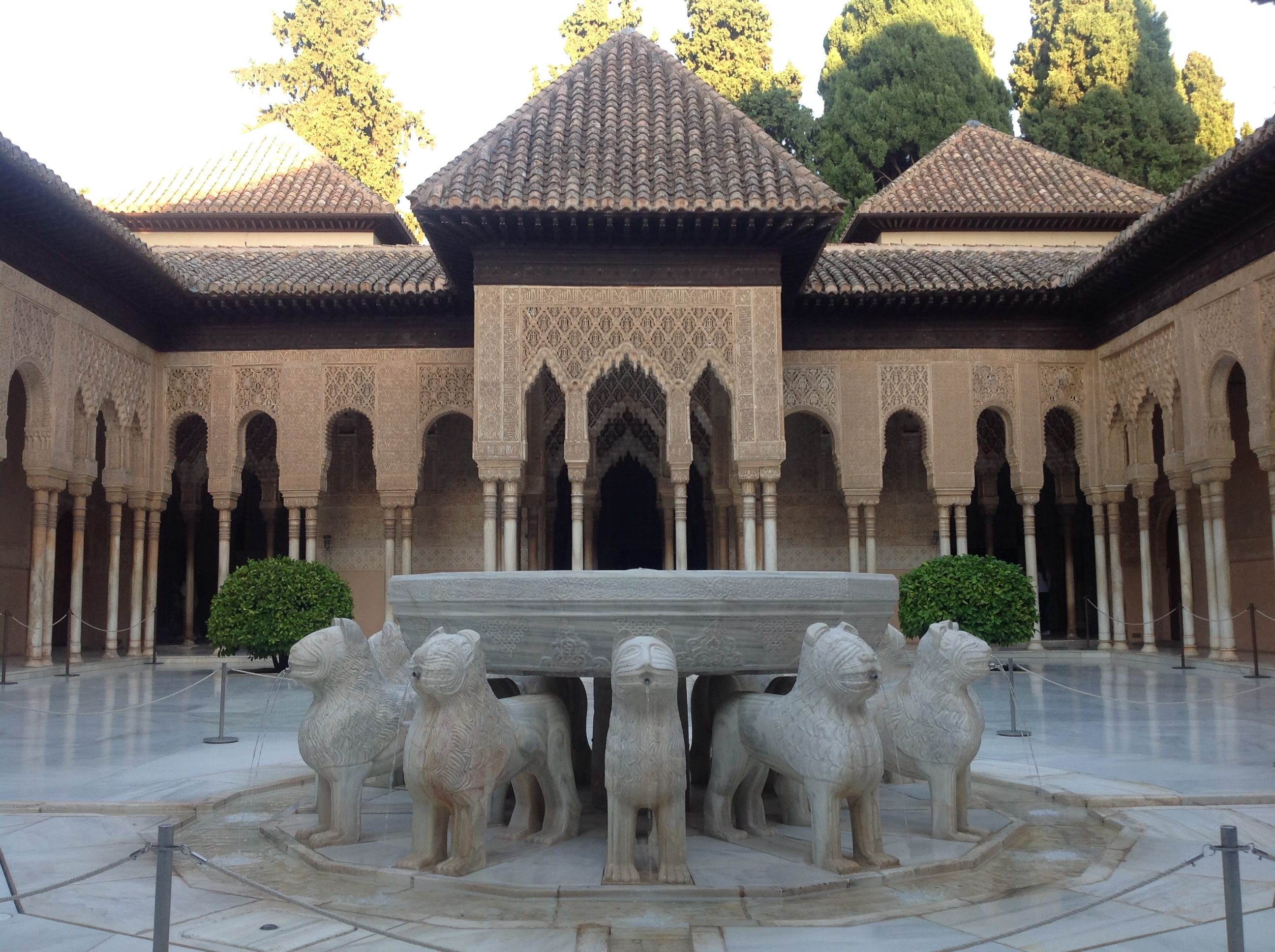
Patio de los Leones (1377-1390) en la Alhambra de Granada, ejemplo de arte nazarí.
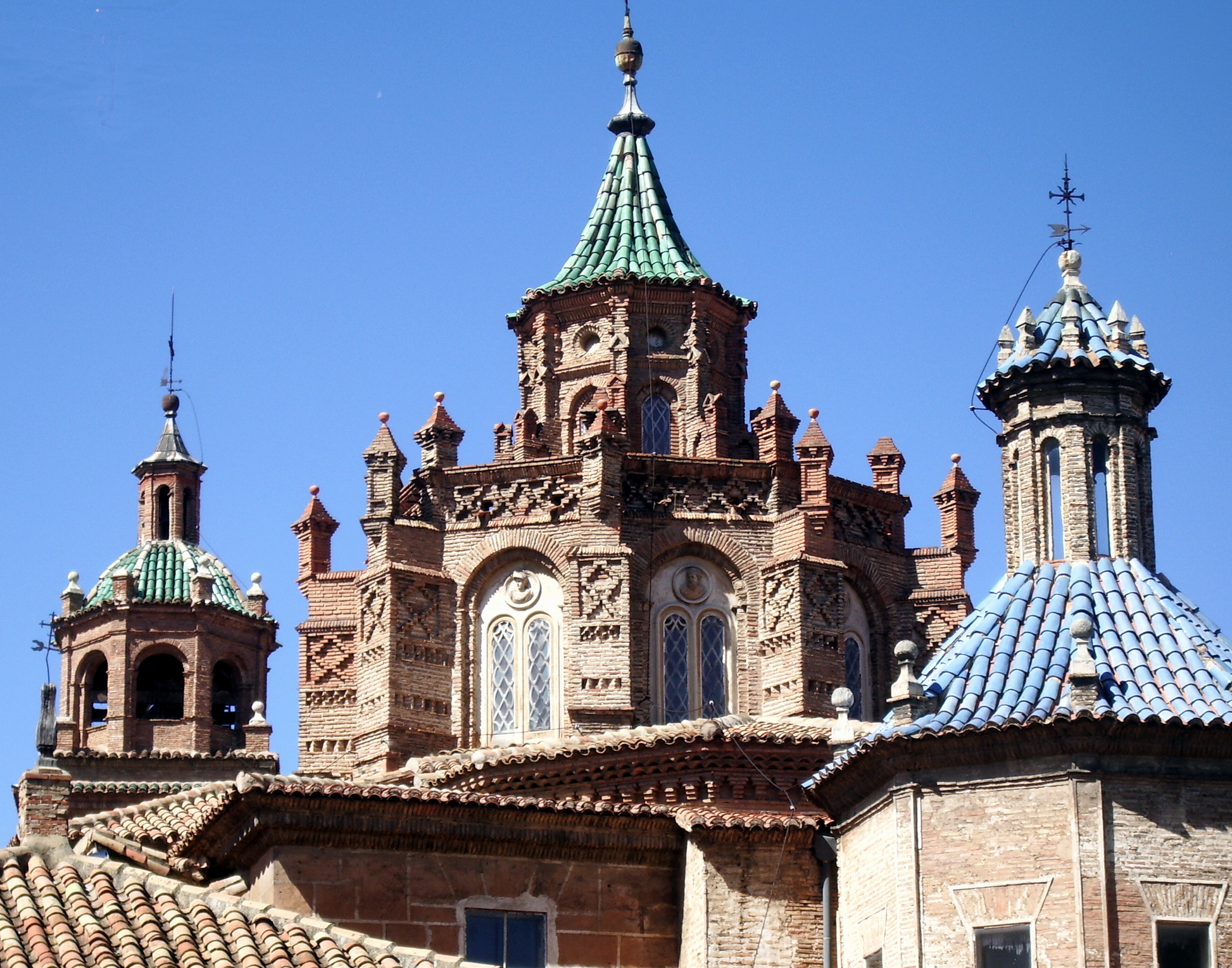
Cimborrio mudéjar de la catedral de Teruel.

## Arte emiral y califal

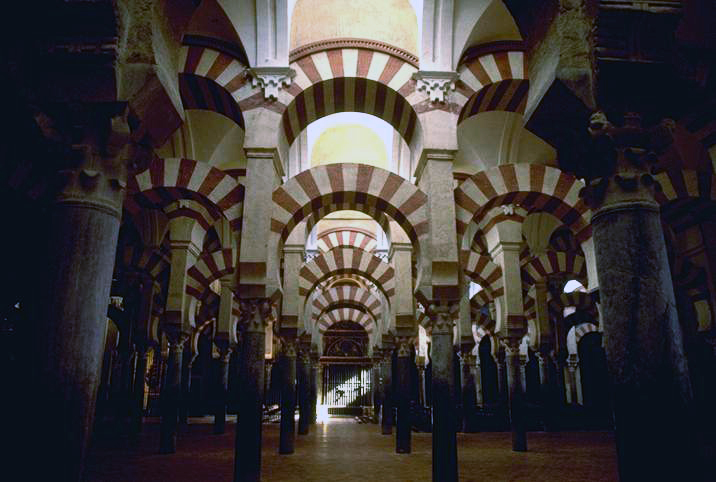
La mezquita de Córdoba.

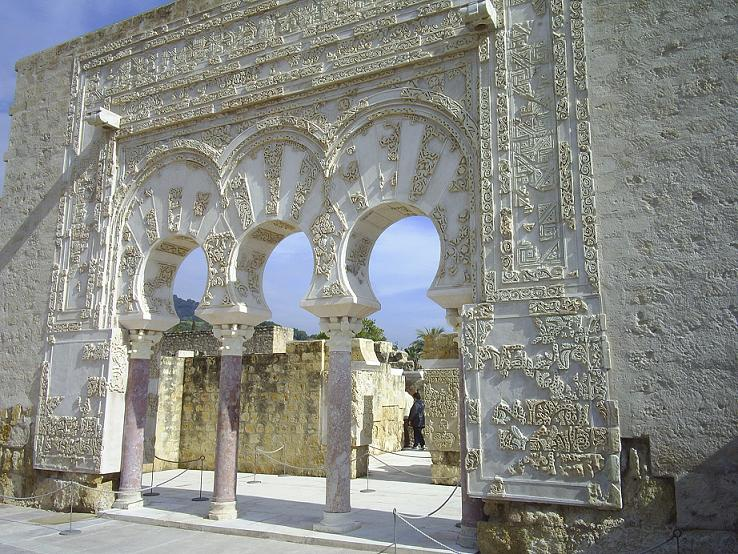
Puerta del primer ministro en Medina Azahara.

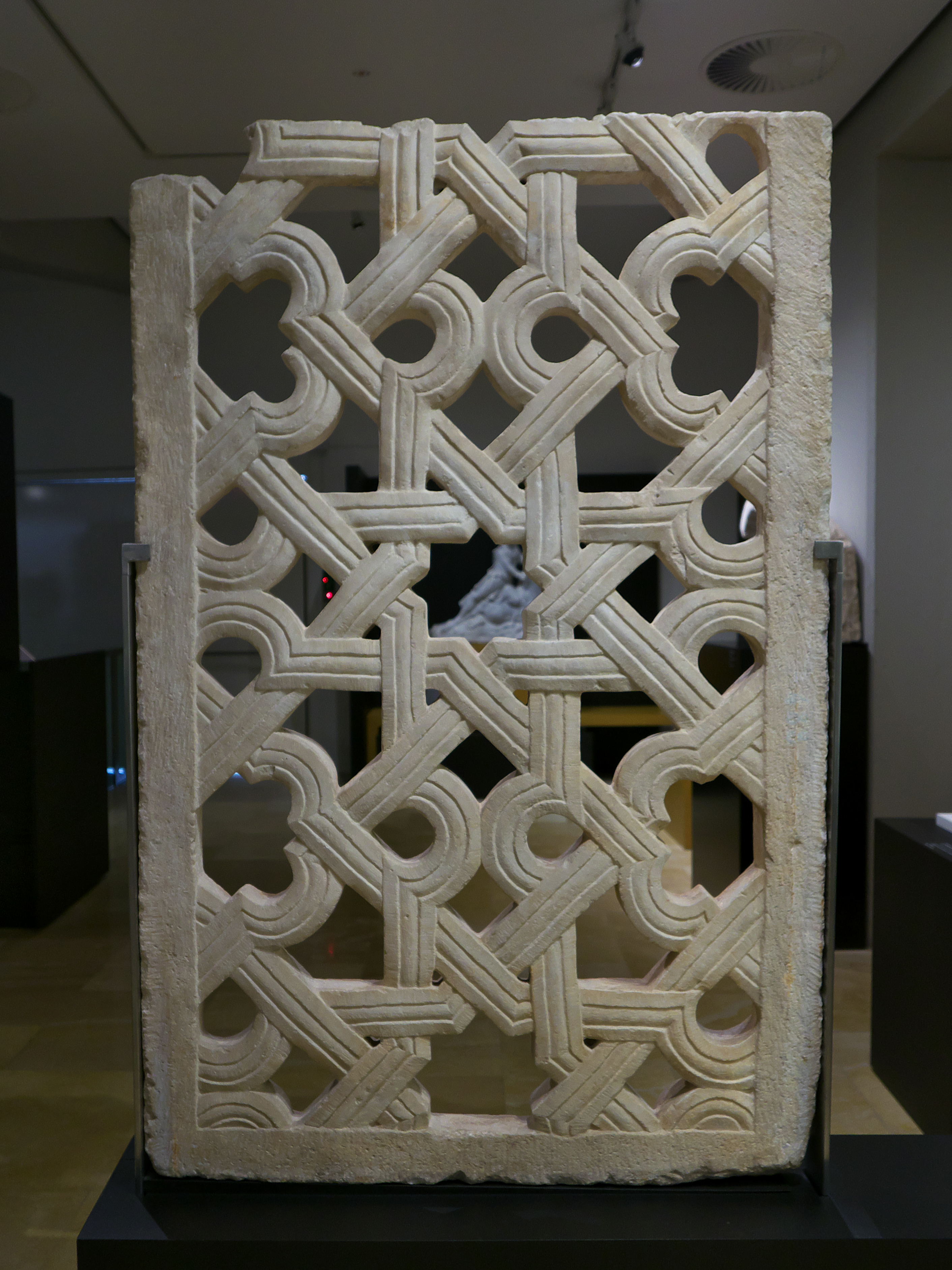
Celosía califal de mármol, depositada en el Museo Arqueológico de Córdoba.

Desde el punto de vista artístico, el emirato andalusí emplea un estilo que no difiere en demasía del resto del Califato Omeya. Es decir, la adecuación de fórmulas y elementos de las culturas que les habían precedido, en este caso del mundo romano y visigodo. En ningún momento se produce una repetición literal de motivos y formas; al contrario, su inteligente incorporación y asimilación se traduce en una verdadera eclosión creadora, originándose el momento cúspide del arte califal. En él se funden elementos de la tradición local hispanorromano-visigótica con los elementos orientales, tanto bizantinos, como omeyas o abasíes.
Los edificios artísticos se centran, desde el primer momento, en torno a su capital, Córdoba, en la que se construyó una mezquita congregacional destinada a convertirse en el monumento más importante del occidente islámico. Destacan, entre otras, las obras llevadas a cabo durante el reinado de Abd al-Rahmán II, corte que acogió a numerosos artistas, modas y costumbres orientales; impulsó, entre otras, las construcciones del Alcázar de Mérida así como la del alminar de la iglesia de San Juan en Córdoba e hizo mejorar sus murallas y las de Sevilla. El califa Abderramán III, siguiendo la tradición oriental (según la cual cada monarca, como signo de prestigio, debía poseer su propia residencia palaciega), decidió fundar la ciudad áulica de Medina Azahara (Medina al-Zahra).

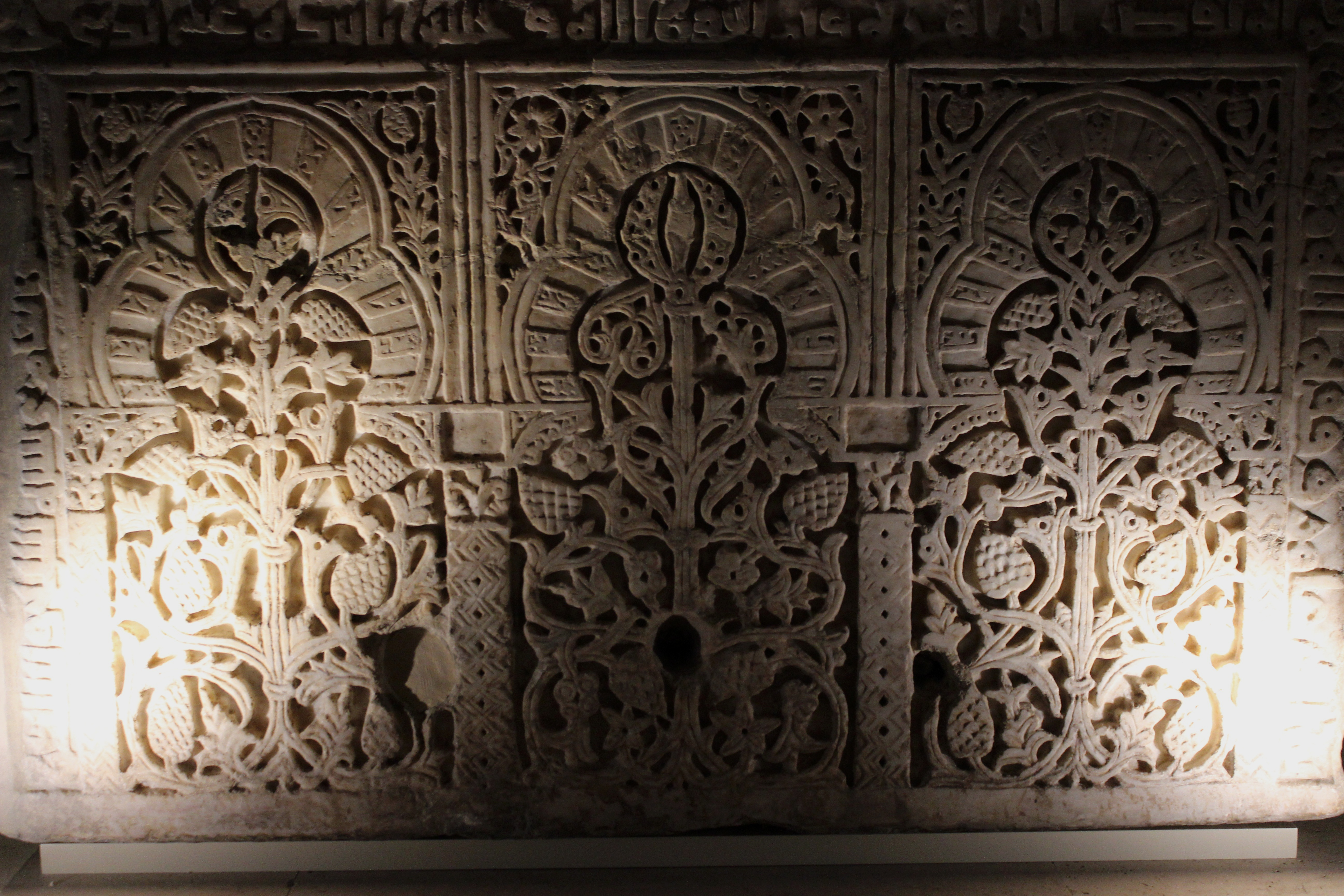
Pila de Medina Azahara, conservada en el Museo Arqueológico Nacional.

En el resto del territorio peninsular también es patente el florecimiento artístico impulsado por el califato. Entre los de carácter religioso figuran las mezquitas, medersas o madrazas y mausoleos. En la ciudad de Toledo todavía se perciben restos de su fortificación, así como algunos vestigios que definen su alcazaba, medina, arrabales y entorno. De entre ellos destaca la pequeña mezquita del Cristo de la Luz o de Bab al-Mardum. Y obras tan significativas como la rábida de Guardamar del Segura (Alicante), el castillo de Gormaz (Soria) o la Ciudad de Vascos (Toledo).
El refinamiento imperante en la corte califal propició la creación de toda clase de objetos decorativos que, bajo el patrocinio real, se tradujeron en las más variadas expresiones artísticas. Mención especial merecen los trabajos en marfil, entre los que se encuentran todo tipo de objetos de uso cotidiano minuciosamente tallados: botes y arquetas destinadas a guardar joyas, ungüentos y perfumes; almireces, pebeteros, ataifores, jarras y jofainas de cerámica vidriada etc. En el Museo Arqueológico Nacional, puede contemplarse el Bote de Zamora, destinado a la mujer de al-Hakam II o la arqueta de Leyre, que dan buena muestra de ello.
Los monarcas, igual que en Bagdad y El Cairo, crean su propia fábrica de tejidos o bandas, lo que da lugar al principio de la historia de la producción de tejidos en seda bordada en al-Ándalus. Los motivos vegetales y figurativos geometrizados se inscriben en medallones que forman bandas tal y como aparecen en el velo o almejí de Hisham II que, a modo de turbante, le cubría la cabeza y le colgaba hasta los brazos. 
Asimismo existían los talleres en los que se trabajaba el bronce, tallado con figuras que representaban leones y ciervos con el cuerpo cubierto de círculos tangentes evocando tejidos y que se utilizaban como surtidores en las fuentes. Su paralelismo formal y estilístico con piezas de los fatimis ha conducido a la controversia acerca de la legitimidad de algunas de estas piezas.
La cerámica cuenta con tipos de producción conocida como verde y manganeso. Su decoración a base de motivos epigráficos, geométricos y una destacada presencia de motivos figurativos se consiguen mediante la aplicación del óxido de cobre (verde) y óxido de manganeso (morado).

## Arte taifal

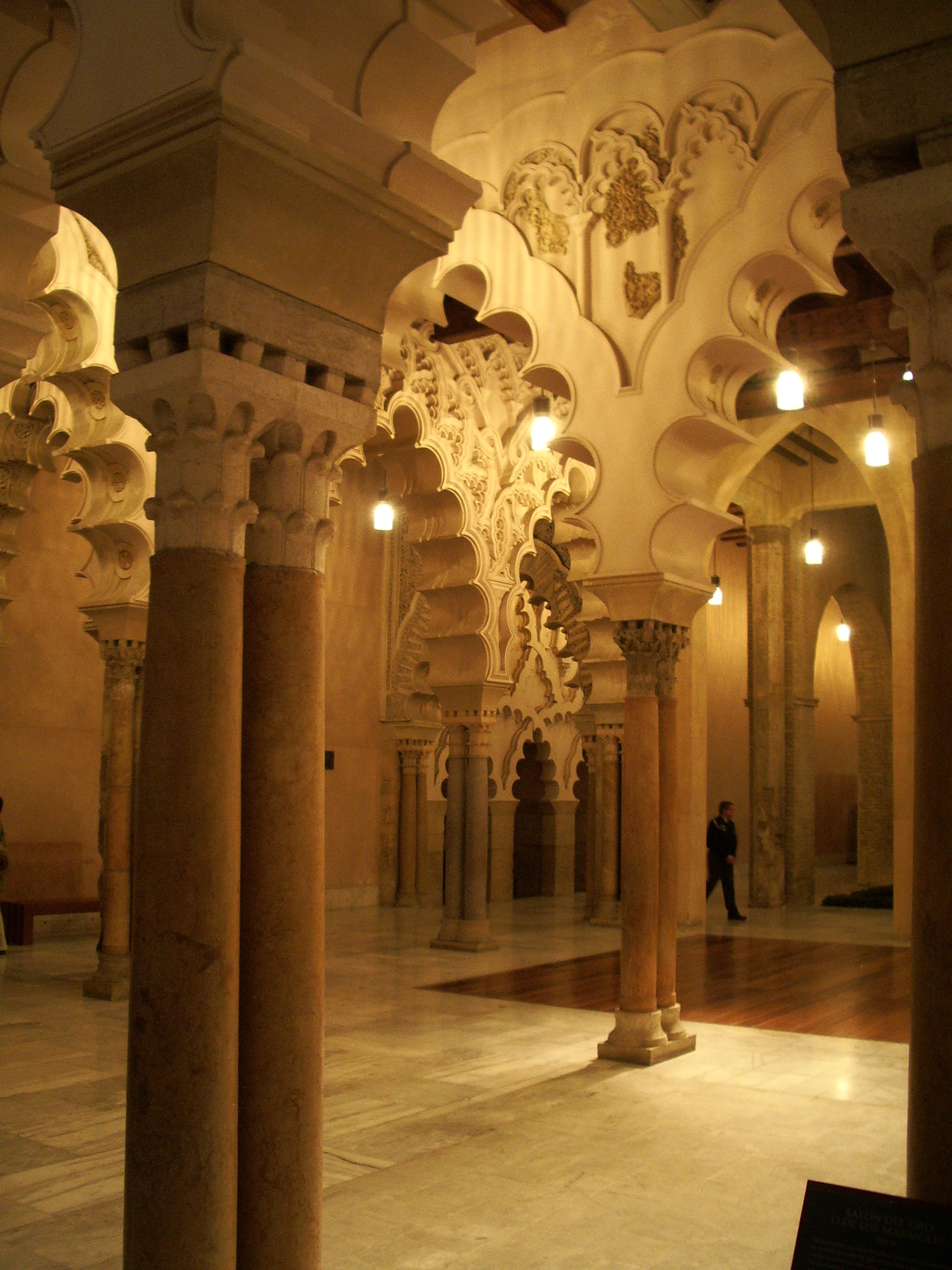
Vista nocturna de las estancias de La Aljafería, el palacio que mandó erigir el rey Al-Muqtadir en 1065.

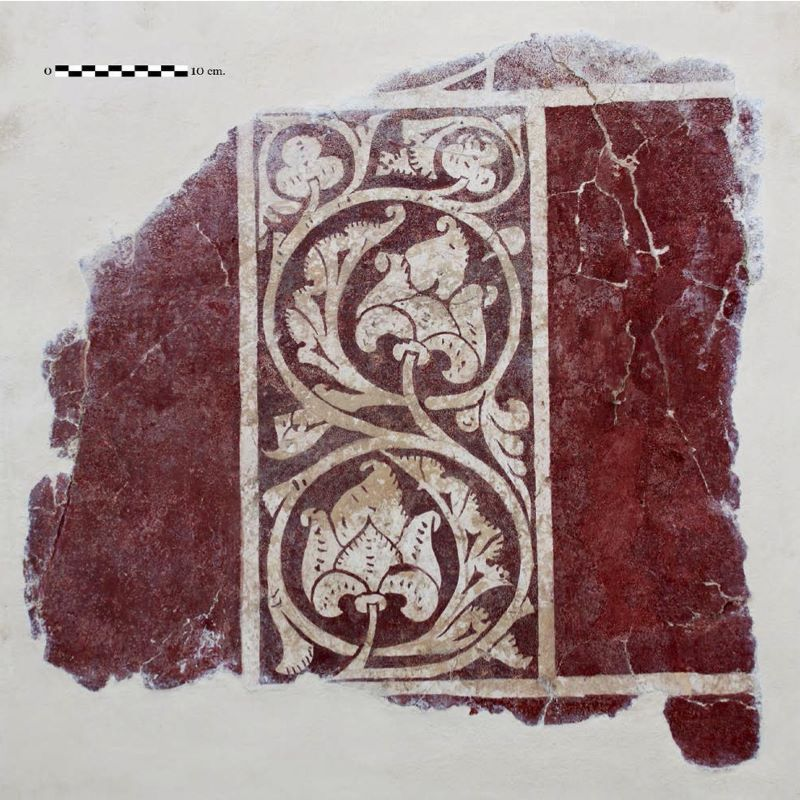
Estuco decorado con motivos florales procedente de la Alcazaba de Almería

La destrucción de la unidad política llevó a la abolición del califato cordobés en 1031 y a la creación de un mosaico de reinos independientes que fueron denominados taifas (de tawaifs, partidos, facciones). Las rivalidades entre ellos, reivindicando la herencia del prestigio y la autoridad del Califato, constituyeron la tónica dominante del período. Esta situación se tradujo en el terreno artístico en la emulación de modelos cordobeses.
En este contexto se inserta la arquitectura palatina patrocinada por cada uno de los monarcas. Uno de los mejores testimonios es, sin duda, la Aljafería de Zaragoza, emparentada tipológicamente con el palacio omeya de Msatta (Jordania). Cuenta con organización tripartita donde cada uno de los sectores estaba dedicado a funciones diferenciadas. El sector central, de uso protocolario, está dominado por un patio rectangular cuyos lados menores estaban ocupados por albercas, pórticos y estancias alargadas acotadas en los extremos por alcobas. Este esquema deriva, sin duda, de los modelos palatinos cordobeses. A esta misma tradición responde el repertorio de arcos desplegado en el edificio, entre los que encontramos desde arcos lobulados, mixtilíneos, de herradura semicircular y apuntada, a complejas organizaciones de arcos entrecruzados, superpuestos y contrapuestos. Todos ellos están realizados con materiales pobres, pero revestidos de yeserías con motivos vegetales, geométricos y epigráficos, buscando un efecto de fastuosidad y aparente riqueza.
Las viejas alcazabas de los distintos reinos también sufrieron importantes remodelaciones. En la de Málaga se añadió un doble recinto amurallado con torres cuadradas y un palacio al que corresponden los restos de los llamados Cuartos de Granada. La vieja alcazaba de Granada, conocida como qadima (antigua), situada en la colina del Albaicín, se fortificó con torres cuadradas y redondas y se le añadieron algunas puertas en recodo, como la puerta Monaita y la puerta Nueva. Asimismo, la ciudad conserva unos baños conocidos como El Bañuelo, en la carrera del Darro, organizados en tres estancias de las cuales la central o templada adquiere, por razones de uso, unas mayores dimensiones. Baños muy similares se conservan en Toledo, Baza y Palma de Mallorca. La alcazaba de Almería fue fortificada con muros de tapial, construyéndose en su interior un palacio, al-Sumadihiyya, rodeado de jardines. En los casos de Toledo y Sevilla, reinos que pujaron más fuertemente por la herencia cordobesa, se conservan deslumbrantes testimonios de las crónicas árabes sobre sus palacios, así como escasos fragmentos generalmente descontextualizados.

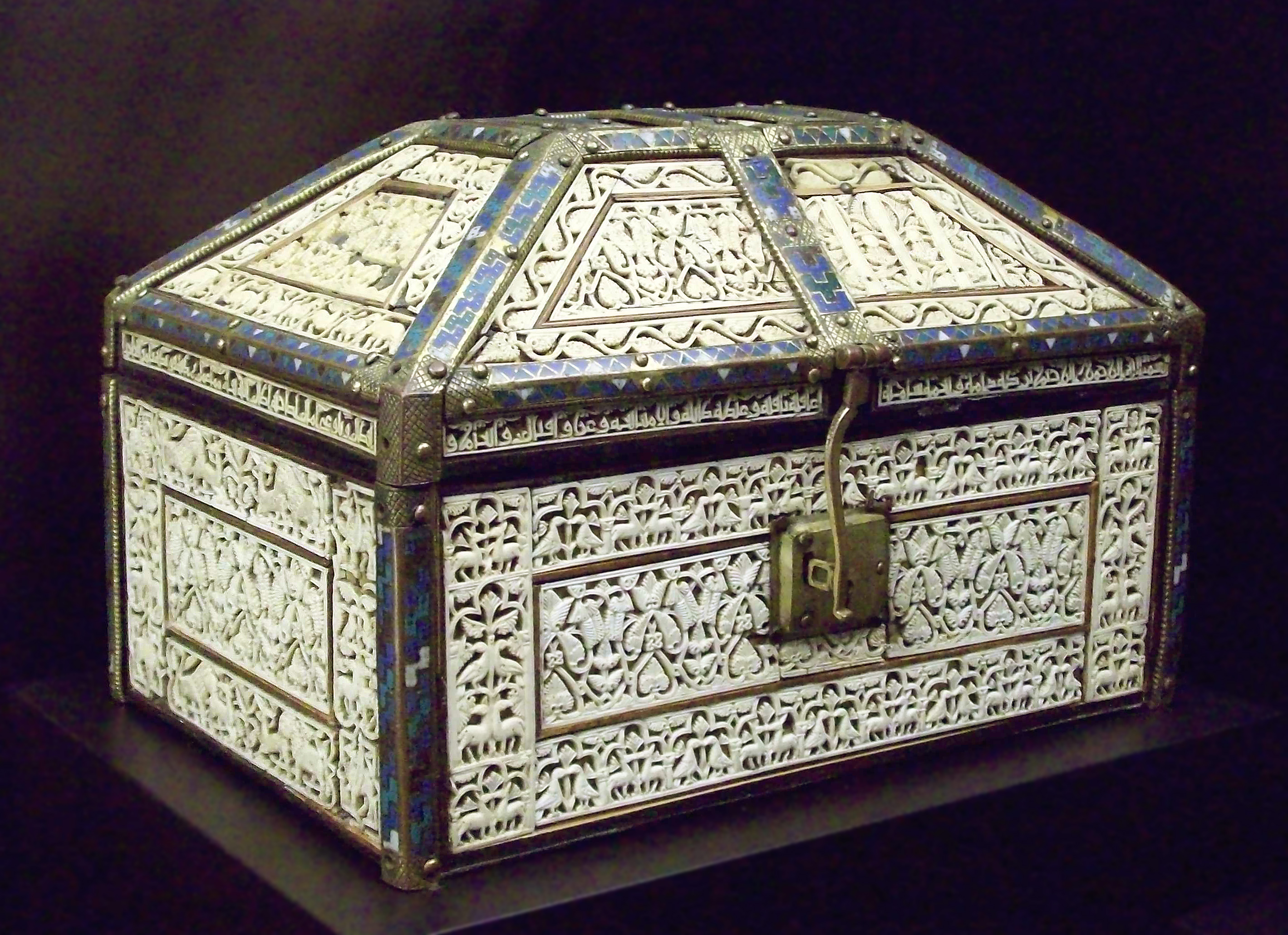
Arqueta de Palencia tallada en la Taifa de Toledo (s. XI, M.A.N., Madrid)

Al igual que la arquitectura, las artes suntuarias siguieron la tradición cordobesa aunque el protagonismo fue adquirido por otros centros. Así la producción de marfil se trasladó al taller de Cuenca mientras que el prestigio en los textiles fue adquirido por el taller de Almería. Por lo que respecta a la cerámica, se consolidó una técnica que había aparecido durante el califato pero que en estos momentos adquirió un gran desarrollo. Se trata de la cerámica de "cuerda seca" cuyas piezas se decoran con líneas de óxido de manganeso formando diferentes motivos que se rellenan con vidrio de diferentes colores y tamaños.

## Arte almorávide
Las obras realizadas durante el reinado del monarca Yusuf ibn Tasufin, evidenciaban, todavía, la austeridad y falta de ornamentación impuestas por su fervor religioso. Rigor formal que no mantuvo su hijo Alí ibn Yusuf que, deslumbrado por el refinamiento cortesano de las taifas andalusíes, patrocinó la construcción de varios edificios decorados con los más bellos elementos.
El soporte preferido es el pilar, en sustitución de la columna. Adoptan el arco de herradura y lobulado, a los que añaden arcos de herradura o túmidos, lobulados trebolados, mixtilíneos y lambrequines formados, estos últimos, por pequeñas curvas, ángulos rectos y claves pinjantes. En relación con el desarrollo de los arcos aplican, desde el salmer, un motivo en "S" denominado serpentiforme, ya utilizado anteriormente en la Aljafería de Zaragoza. El sistema de tejados preferido es a dos aguas, construyen techos de madera y alcanzan un gran desarrollo en el arte mudéjar, a la vez que realizan extraordinarias cubiertas cupuladas. Unas, representadas por la cúpula del mihrab de la mezquita de Tremecén, seguirán el modelo cordobés: arcos entrecruzados que dejan la clave libre si bien, en este caso, arrancan de trompas angulares de mocárabes y utilizan unos complementos de estuco calado decorados con exuberantes motivos florales. A partir de esta obra, en la que se documenta la introducción en el Magreb del mocárabe, aparecen otros tipos de cúpulas denominadas de mocárabes, como la que puede verse en la mezquita de Qarawiyyin en Fez.
Los trabajos artísticos continuaron vinculados a las tradiciones anteriores. El taller textil de Almería alcanzó su cenit realizando los famosos «attabi». Estos tejidos se caracterizan por la utilización de colores más suaves con toques de oro formando círculos dobles, tangentes o enlazados, dispuestos en filas, en cuyo interior se bordan parejas de animales. La similitud con los tejidos sicilianos permite que se confundan ambos talleres. Un problema similar plantean los marfiles, que contienen inscripciones ambiguas que no acaban de aclarar a cuál de los dos talleres pertenecen. La cerámica, por su parte, continúa desarrollando la técnica de "cuerda seca parcial" o "total" dependiendo de que la decoración cubra toda la superficie o parte de ella. Al mismo tiempo aparecen dos nuevas técnicas aplicadas a la cerámica no vidriada: el esgrafiado y el estampillado, que se generalizarán en la época almohade.

## Arte almohade

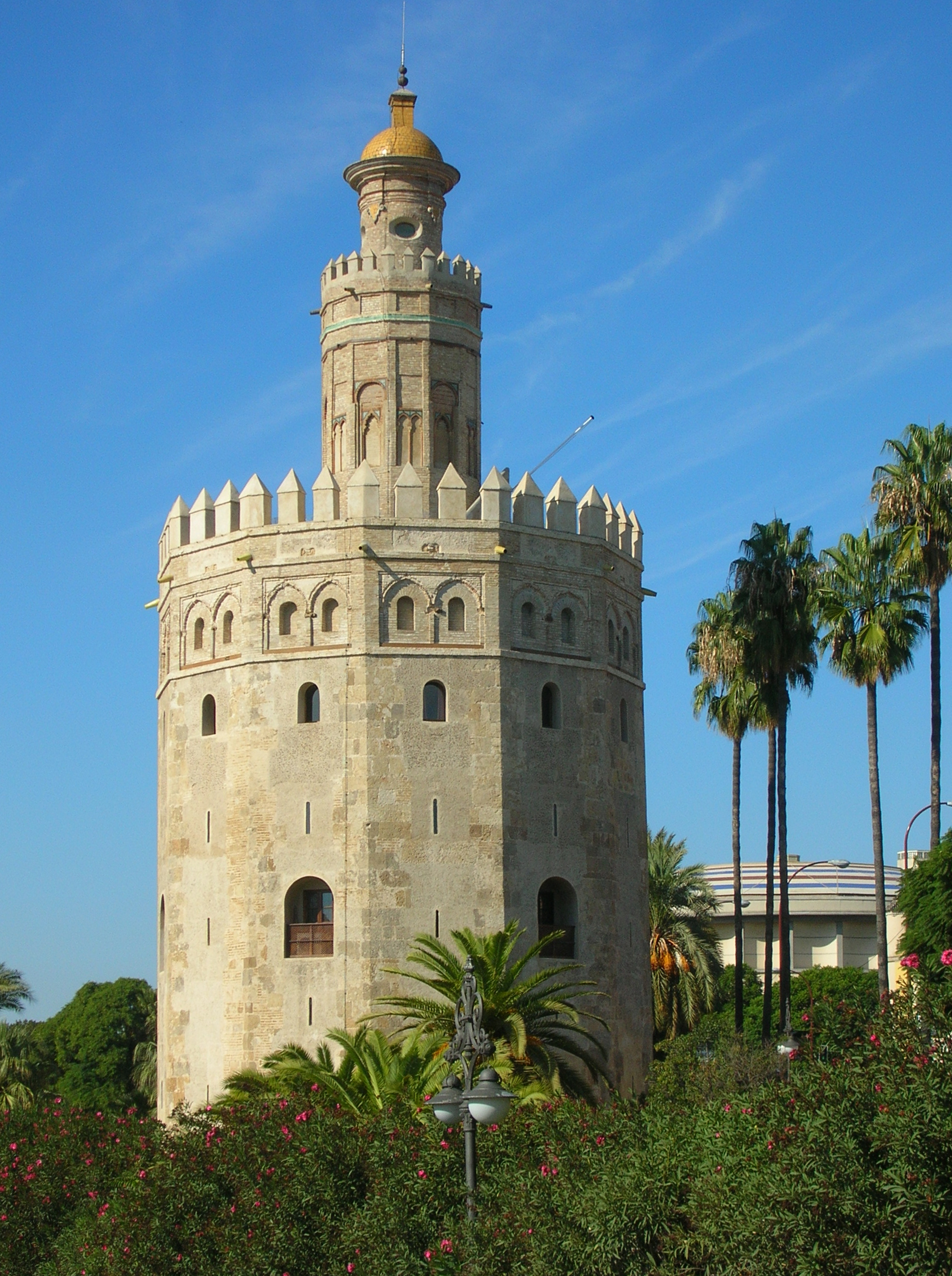
Torre del Oro, Sevilla. Arquitectura almohade. Primer tercio del.

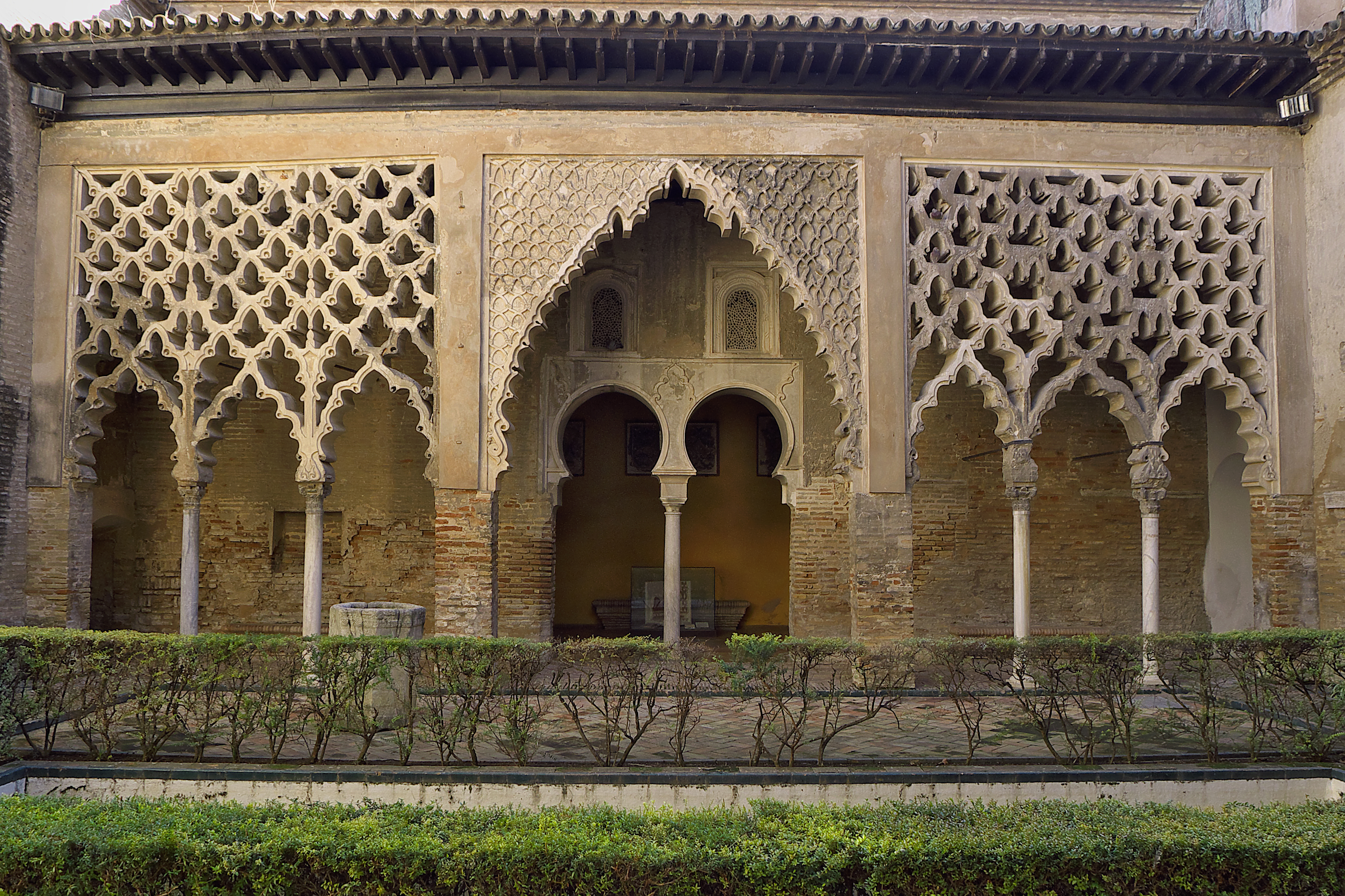
Patio del Yeso. Real Alcázar de Sevilla.

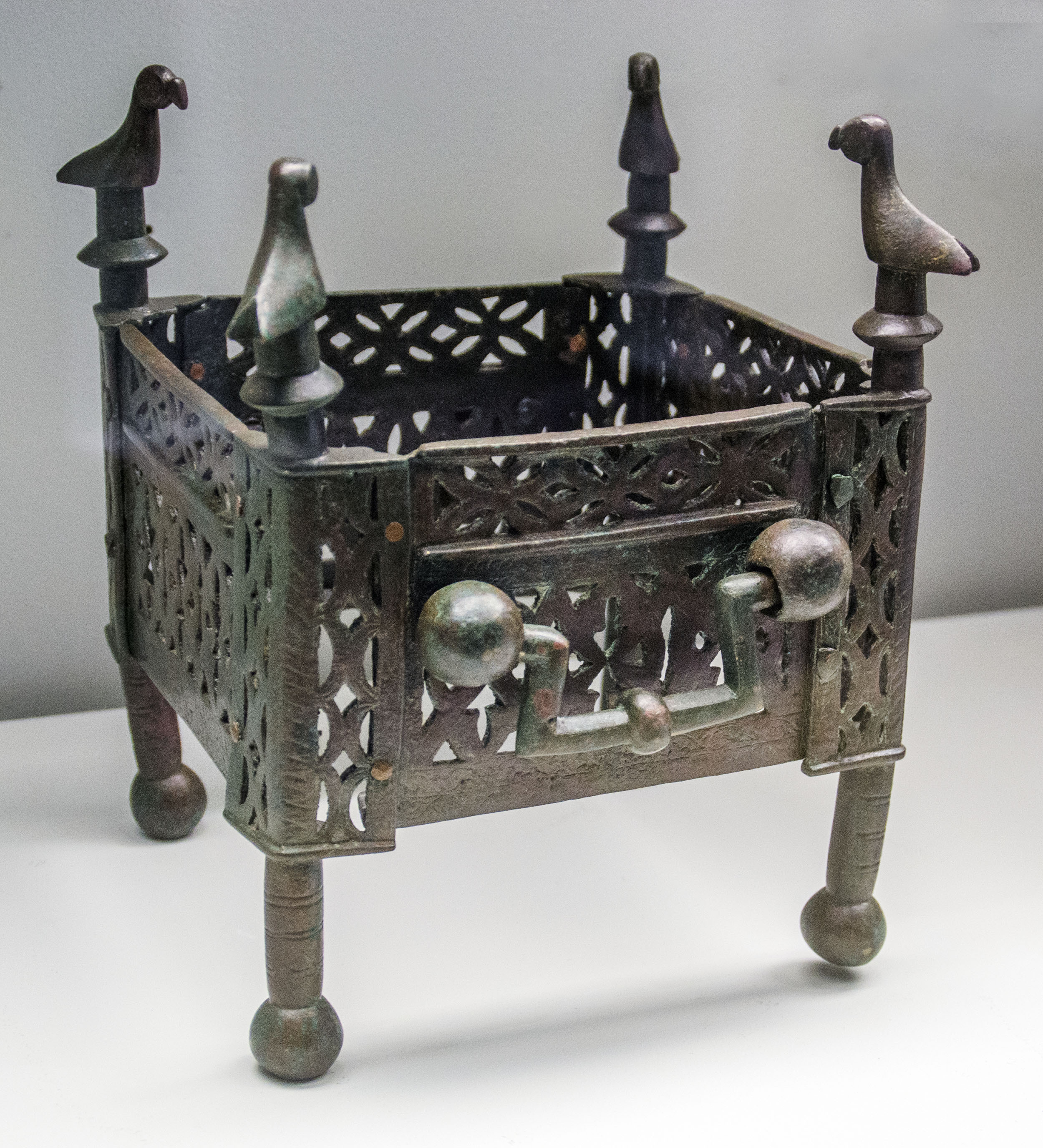
Brasero de bronce-latón de época almohade (siglo XII) hallado en Córdoba y depositado en su Museo Arqueológico.

El retorno a la austeridad más extrema condujo, incluso de forma más rápida que en el caso de sus predecesores, los almorávides, a uno de los momentos artísticos de mayor esplendor (ver arte almorávide), de manera particular en lo que atañe a la arquitectura. El arte almohade continuó la estela almorávide consolidando y profundizando en sus tipologías y motivos ornamentales. Construían con los mismos materiales: azulejos, yeso, argamasa y madera. Y mantuvieron, como soporte, los pilares y los arcos utilizados en el período anterior. 
Sus mezquitas, siguieron el modelo de la mezquita de Tremecén, con naves perpendiculares al muro de la quibla. En ellas se potenció un esquema en "I" mediante la utilización de cúpulas que son de mocárabes en la mezquita de Tinmal y en la de Kutubiyya de Marrakech. Se caracterizan por su planta cuadrada y su altura compuesta por dos torres, una de ellas alberga otra y, entre ambas, discurre una escalera o rampa, como en el caso de la Giralda de Sevilla. La torre interior está formada por estancias abovedadas y superpuestas que tendrán su repercusión posterior en las construcciones de otras torres-campanario mudéjares, especialmente en las edificadas en Aragón.
La arquitectura palaciega introduce los patios cruzados que ya habían hecho su aparición en Medina al-Zahra, pero que es, en estos momentos, cuando adquieren su mayor protagonismo. Su mejor testimonio se halla representado en el Alcázar de Sevilla, en el que se ha conservado el patio de la Casa de Contratación y otro, actualmente subterráneo, conocido como el Jardín Cruzado o Baños de doña María Padilla. Este esquema será aplicado, asimismo, en los patios nazarís y mudéjares. Otra novedad aparece en el Patio del Yeso del Alcázar de Sevilla, y tendrá una gran repercusión. Consiste en la colocación de pequeñas aberturas o ventanas cubiertas con celosías de estuco que dan acceso a una estancia y que permiten, de este modo, su iluminación y ventilación.

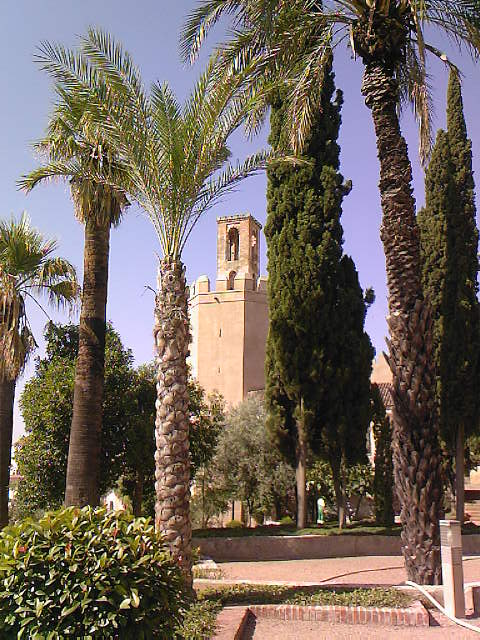
Torre de Espantaperros en Badajoz, que sirvió como ejemplo para la construcción de la Torre del Oro.

La arquitectura militar experimenta un enriquecimiento tipológico y se perfecciona su eficacia defensiva que tendrá gran trascendencia, incluso para el ámbito cristiano. Aparecen complejas puertas con recodos a fin de que los atacantes, al avanzar, dejen uno de sus flancos al descubierto; torres poligonales para desviar el ángulo de tiro; torres albarranas separadas del recinto amurallado pero unidas a él por la parte superior mediante un arco, lo cual permite aumentar su eficacia defensiva respecto a una torre normal, como la Torre de Espantaperros de Badajoz o la Torre del Oro de Sevilla; muros reforzados que discurren perpendiculares al recinto amurallado con objeto de proteger una toma de agua, una puerta, o evitar el cerco completo; barbacanas o antemuros y parapetos almenados.
En el terreno decorativo aplicaron un repertorio caracterizado por la sobriedad, el orden y el racionalismo, lo que se traduce en la aparición de motivos amplios que dejan espacios libres en los que triunfan los entrelazados geométricos, las formas vegetales lisas y lo más novedoso: la sebqa. Otra decoración arquitectónica que aparece en este alminar y en la mezquita de Kutubiyya, es la cerámica, en la que se aplica la técnica del alicatado; es decir piezas recortadas que, combinadas entre sí, componen un motivo decorativo. En otras ocasiones estas manifestaciones artísticas unen el carácter ornamental con el funcional.

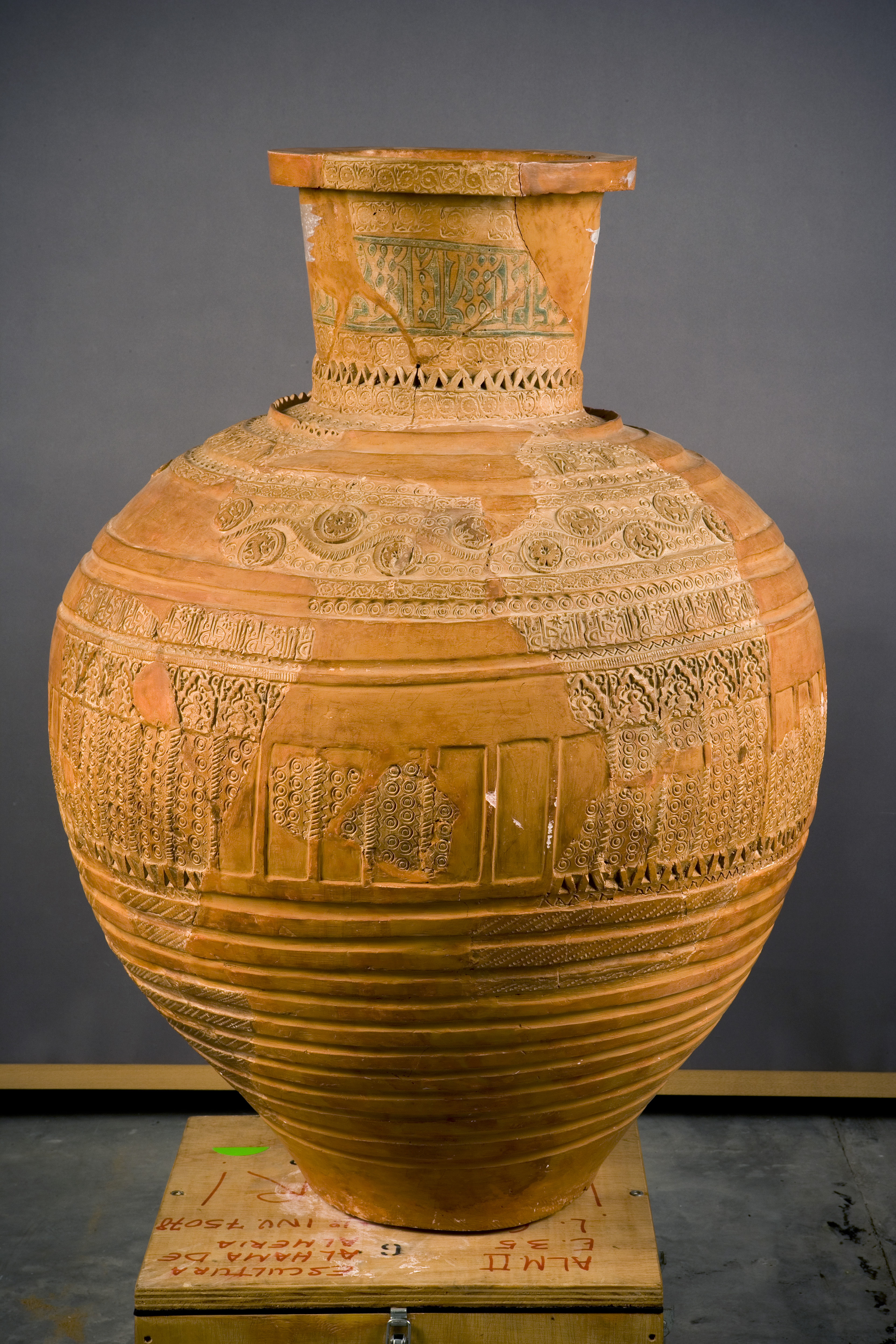
Tinaja de época almohade (1157-1238), conservada en el Museo de Almería.

Las obras de arte de esta época están peor representadas a causa de la confusión existente entre los diferentes períodos artísticos. Es lo que ocurre, por ejemplo, con los tejidos, que no se distinguen fácilmente de los mudéjares: acusan una práctica ausencia de motivos figurativos en tanto que aumenta la decoración geométrica y epigráfica a base de la repetición insistente de palabras árabes como "bendición" y "felicidad". En cuanto elementos metálicos, destacan los aguamaniles que representan figuras de animales decoradas con incisiones vegetales cinceladas.

## Arte nazarí

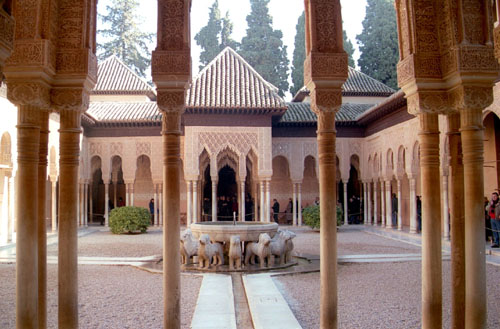
Patio de los leones en la Alhambra de Granada.

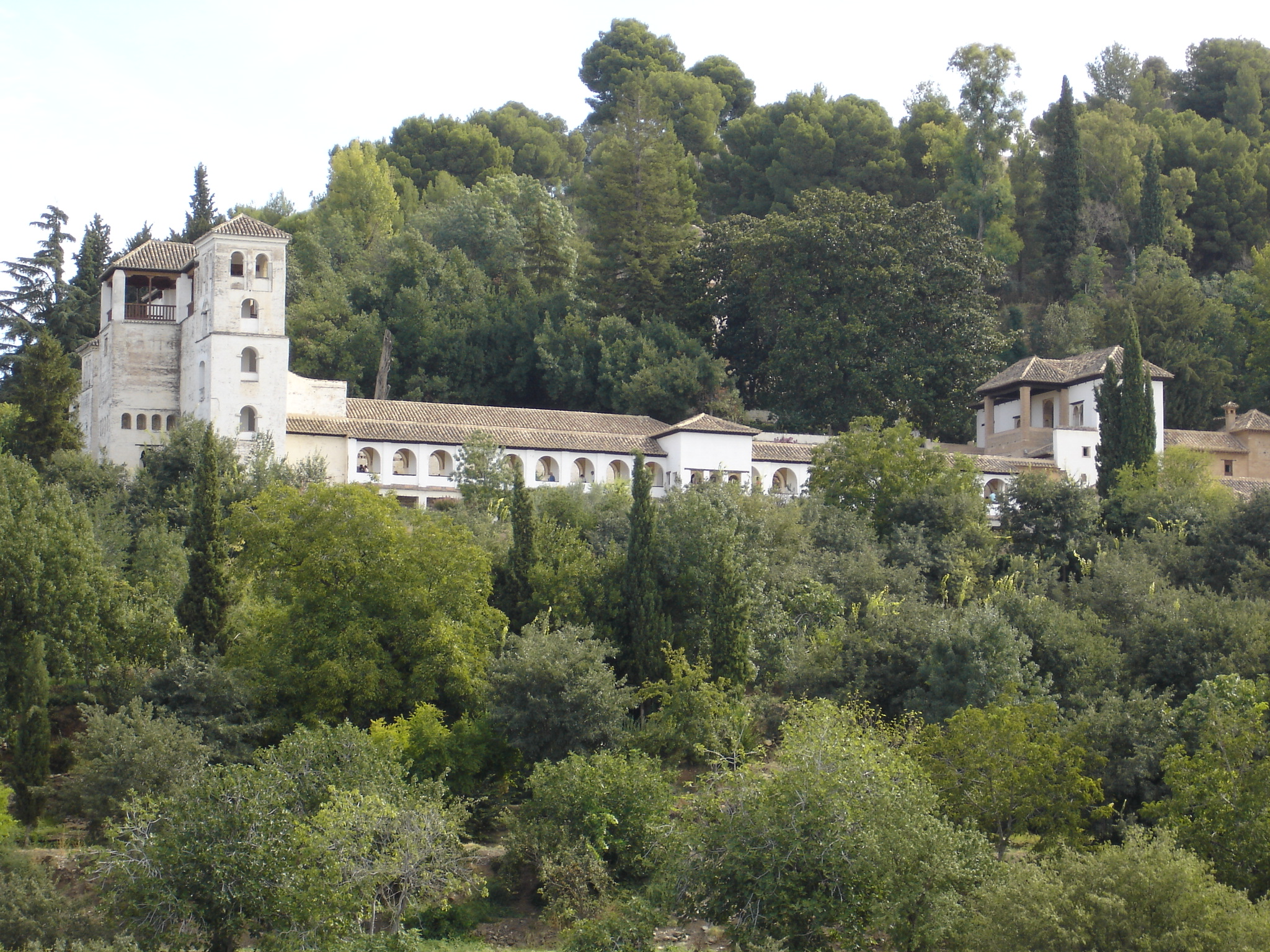
Vista del Generalife desde la Alhambra.

El arte nazarí es un estilo surgido en la época tardía de al-Ándalus en el reino nazarí de Granada. Los dos paradigmas del mismo lo constituyen los palacios de la Alhambra y el Generalife. 
La arquitectura militar desarrolla los mismos sistemas generados en la época anterior, dotándola de una mayor complejidad. La arquitectura palaciega emplea dos tipos de organización de patios: uno el patio monoaxial, patio de los Arrayanes o de la Alberca, y otro, el patio cruzado, patio de los Leones. Las estancias vinculadas a ellos responden, nuevamente, a dos tipologías: una alargada en cuyos extremos están las alcobas, y otra cuadrada rodeada por las habitaciones, por ejemplo, la Sala de la Barca y la Sala de las Dos Hermanas. Los escasos vestigios de arquitectura religiosa permiten pensar en mezquitas que siguen el modelo almohade, con naves perpendiculares al muro de la «qibla». Quizá la única novedad destacable provenga del hecho de la utilización de columnas de mármol cuando el edificio es de cierta relevancia. 
En cuanto al repertorio ornamental utilizan una profusión decorativa que enmascara la pobreza de los materiales, emplean desde zócalos alicatados y yeserías de estuco, a decoración pintada como la que se conserva en la bóveda de la Sala de los Reyes. Es característica la columna de fuste cilíndrico y el capitel de dos cuerpos, uno cilíndrico decorado con bandas y otro cúbico con ataurique. Los arcos preferidos son los de medio punto peraltado y angrelados. Las techumbres de madera alternan con bóvedas mocárabes realizadas con estuco como los de la Sala de las Dos Hermanas o la de los Abencerrajes. Asimismo, a los motivos ornamentales habituales (geométricos, vegetales y epigráficos), se une el escudo nazarí que será generalizado por Mohamed V.
En las artes suntuarias destacan las cerámicas de reflejos metálicos y los tejidos de seda a los que pueden añadirse los bronces, las taraceas y las armas. La cerámica de lujo, conocida como de "reflejo metálico" o "losa dorada" se caracteriza por someter, la última cocción, a fuego muy bajo "de oxígeno" y menor temperatura. Con este procedimiento la mezcla de sulfuro de oro y cobre empleada en la decoración llega a la oxidación reduciendo el brillo metalizado. Era frecuente, también, añadir óxido de cobalto con lo que se conseguían unos tonos azules y dorados. Los tejidos se caracterizaban por su intenso colorido así como por los motivos, idénticos a los empleados en la decoración arquitectónica.

## Arte mozárabe

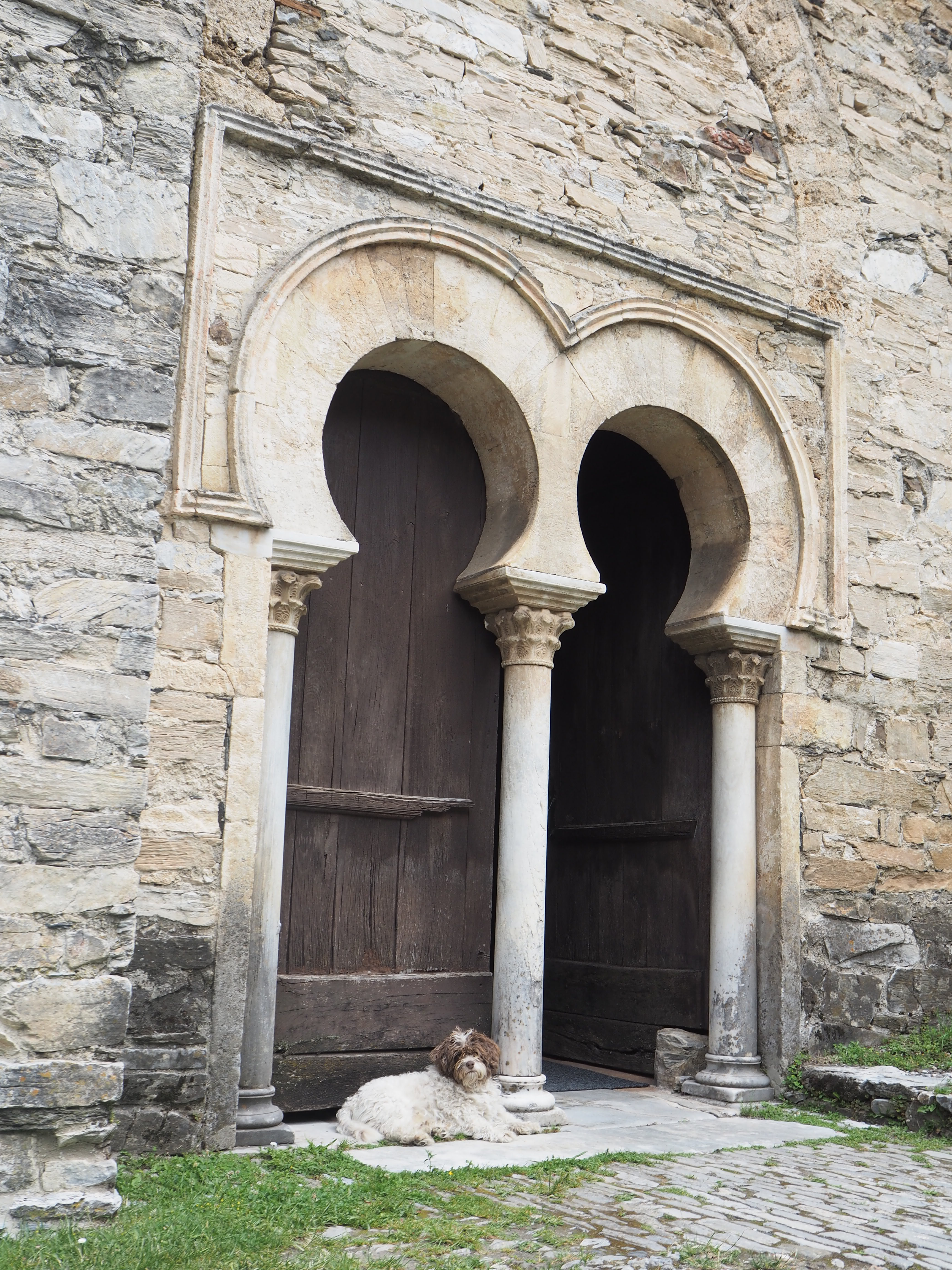
Arcos de herradura en la iglesia mozárabe de Santiago de Peñalba

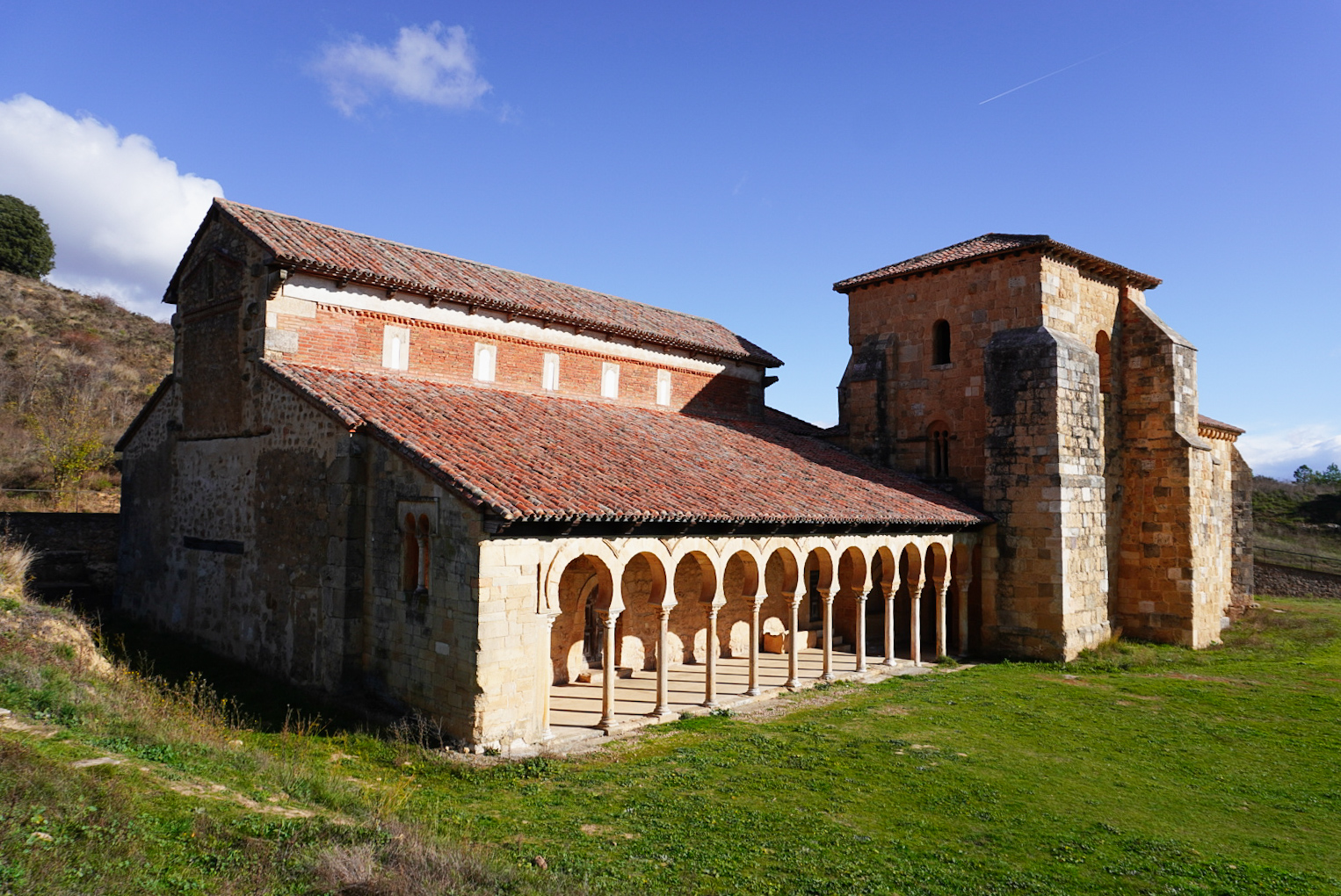
Monasterio de San Miguel de Escalada

El arte mozárabe es un arte cristiano diverso y mestizo que floreció en el reino de León, así como en los territorios de al-Ándalus, principalmente durante el siglo X. Se caracteriza por una fusión de las influencias andalusíes del califato de Córdoba con el arte visigodo del norte, con raíces bizantinas.
En la meseta leonesa surgieron construcciones modestas como iglesias de una sola nave con cabecera rectangular, típicas de la primera repoblación, pero también complejos monásticos como San Cebrián de Mazote, Santa María de Wamba, Santiago de Peñalba o San Miguel de Escalada, entre otros.
Las élites leonesas fueron los principales precursores de este arte, desde la monarquía hasta figuras civiles y eclesiásticas del entorno regio, como el obispo San Genadio de Astorga o el noble galaico Rosendo de Celanova. Aunque cristianos del norte, estaban influenciados por gustos andalusíes. Este fue el caso del rey Alfonso III, que incluso envió a su hijo a la corte de los Banu Qasi en Zaragoza.
El arte mozárabe fusiona dos tradiciones, una septentrional cristiana y otra meridional musulmana, que, a pesar de sus diferencias, compartían una raíz clásica mediterránea. Para las personas de esa época no existían distinciones conceptuales entre ambas, considerándolas parte de una tradición común. Este arte se destaca por su gran variedad formal, siendo un estilo promiscuo y original en el contexto del prerrománico europeo. Las construcciones mostraban una mezcla única de estilos, siendo prolíficas en experimentar con estructuras abovedadas, cúpulas, capiteles y relieves, y en la técnica de la pintura mural "a la romana" con influencia andalusí.
El elemento más característico en arquitectura mozárabe es el uso del arco de herradura califal, más cerrado que el visigodo y con el peralte de dos tercios del radio.

## Arte mudéjar

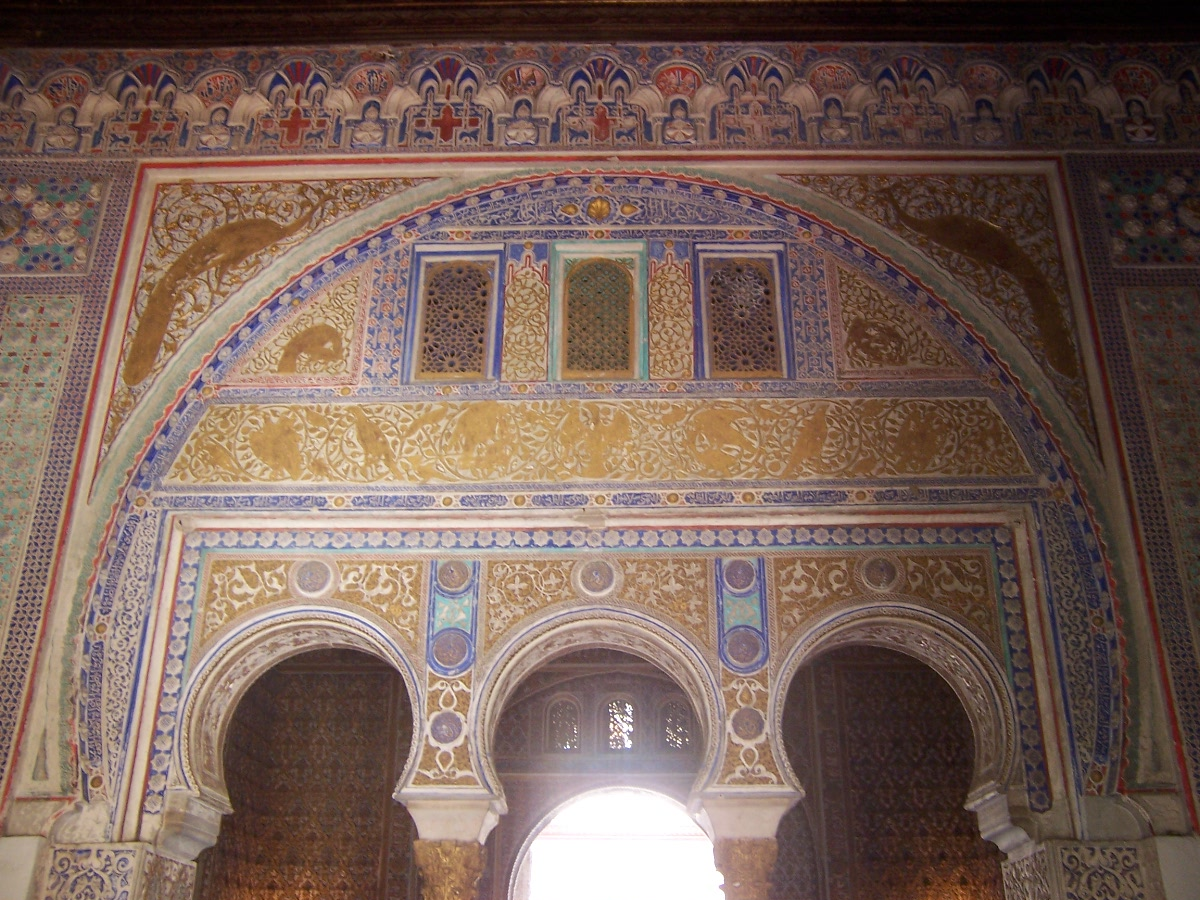
Detalle del Alcázar de Sevilla.

El arte mudéjar tuvo lugar entre el siglo XII y el siglo XVI, y fue un fenómeno autóctono y exclusivamente hispánico, realizado por los mudéjares, cristianos y moriscos. Básicamente, es un estilo para cristianos pero que incorpora influencias, elementos o materiales de estilo hispanomusulmán.
En este arte influyó la situación fronteriza en continuo movimiento. El estilo gótico estaba asentado en el norte de la península y, a medida que avanzaba la reconquista, iba progresivamente condicionando el mudéjar. La posterior conquista de al-Ándalus conlleva un mudéjar más joven y con influencias directas de la arquitectura tradicional. El alarife, en su faceta de albañil especializado, utilizaba materiales simples como azulejos, yeso, escayola, mampostería, madera etc., como materia prima básica para crear una obra cargada de imaginación. Como maestro de obras y «experto» en todo tipo de construcciones, y sin competencia entre sus pares cristianos, el alarife descendió en la jerarquía arquitectónica pero continuó siendo indispensable en la obras de iglesias, sinagogas, fortificaciones, palacios, fuentes, etc. 

### Escuelas
En el arte mudéjar destacan dos escuelas diferentes:
- Aragón: Con una personalidad muy característica, sorprende el colorido que recibe el uso de azulejos en los exteriores y los innumerables recursos que extraen de estos.
- Andalucía: En Córdoba se mantiene el uso de la piedra, en tanto que en Sevilla predomina el azulejo, las formas almohades y la construcción de mausoleos.

El último estilo sería el neomudéjar, como fase final y evolutiva en el tiempo.

## Disciplinas
- Artesanía
- Artes gráficas
- Cerámica
- Danza
- Escultura
- Literatura
- Música
- Pintura